# Hubbleův vesmírný dalekohled

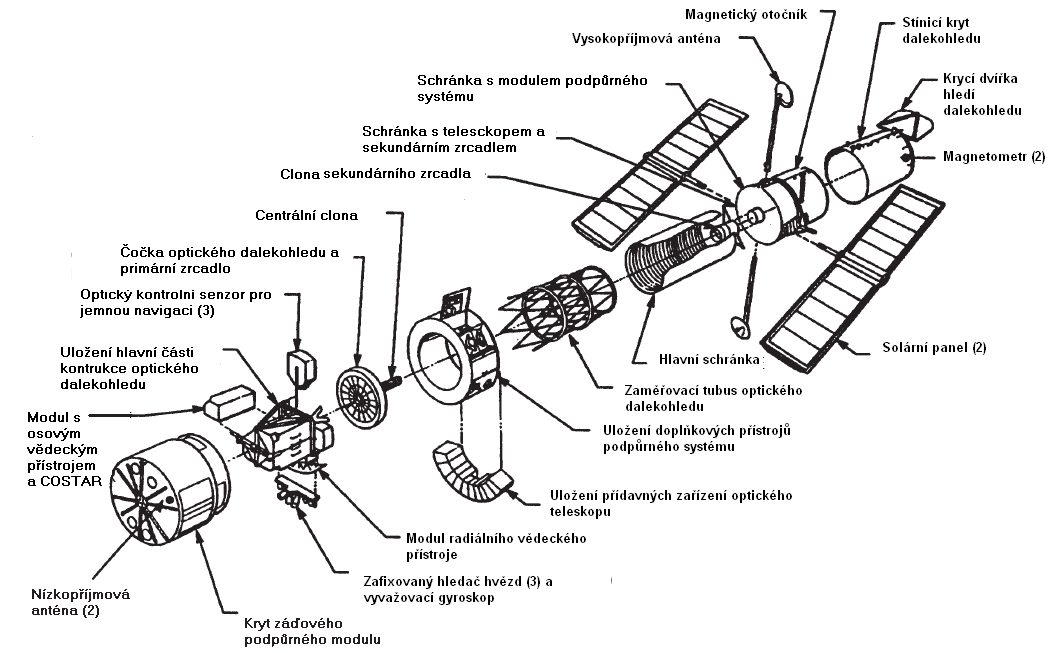
Rozložené schéma Hubbleova vesmírného dalekohledu

Hubbleův vesmírný dalekohled (zkratka HST z Hubble Space Telescope, někdy také jen krátce Hubble) je dalekohled, který na oběžnou dráhu Země do výše 600 kilometrů vynesl v roce 1990 při letu STS-31 americký raketoplán Discovery. Současně obíhá Zemi ve výšce asi 569 km. Dalekohled předává na Zemi obrazy vesmíru neovlivněné zemskou atmosférou. Jeho umístění mimo zemskou atmosféru umožňuje pořizovat velmi ostré snímky vesmírných těles. Od svého vypuštění se stal jedním z nejdůležitějších dalekohledů v historii astronomie a významně se zasloužil o prohloubení poznatků o vesmíru. Přispěl k mnohým klíčovým objevům, které pomohly astronomům lépe porozumět základním problémům astrofyziky. Velmi cenné jsou například snímky tzv. Hubbleových hlubokých polí (Hubble ultra deep fields) s nejvzdálenějšími objekty, které zatím lidstvo bylo schopno ve vesmíru pozorovat.
Hubbleův vesmírný teleskop je součástí série Velkých kosmických observatoří, programu výzkumu vesmíru amerického Národního úřadu pro letectví a kosmonautiku (NASA). Dalšími observatořemi jsou Comptonova gama observatoř (Compton Gamma Ray Observatory), rentgenový teleskop Chandra (Chandra X-ray Observatory) a Spitzerův vesmírný dalekohled (Spitzer Space Telescope). Další vesmírný dalekohled nespadající do programu Velkých kosmických observatoří je Vesmírný dalekohled Jamese Webba (JWST), který byl vypuštěn v roce 2021 a který bude určen pro zkoumání vesmíru v infračervené oblasti spektra.
Další budoucnost dalekohledu je již několik let předmětem diskuse odborníků. Poslední servisní mise byla nejprve po havárii raketoplánu Columbia zcela zrušena, ale na nátlak vědecké komunity, zejména astronomů, ji NASA počátkem roku 2006 předběžně znovu zařadila do plánu letů raketoplánů a to na rok 2008. Z technických důvodů byl však termín startu mise STS-125 odsunut na květen 2009. S další servisní misí se již nepočítá.
Pokud by bylo k servisní misi nedošlo, postupně by selhaly stabilizační setrvačníky a fotovoltaické články a do konce desetiletí by dalekohled přestal pracovat. Ve vzdálenější budoucnosti by pak zanikl v hustých vrstvách zemské atmosféry.

## Představa, plány a cíle

### Návrhy a předchůdci
Historie Hubbleova vesmírného dalekohledu sahá až k roku 1946, kdy astronom a teoretický fyzik Lyman Spitzer publikoval článek nazvaný Astronomické výhody hvězdárny mimo Zemi. V článku pojednával o dvou hlavních výhodách, které by měly vesmírné observatoře oproti pozemským. První byla, že úhlové rozlišení (nejmenší vzdálenost, při které mohou být objekty jasně rozlišitelné) by bylo limitované pouze difrakcí, na rozdíl od turbulencí v atmosféře, které způsobují blikání hvězd, astronomům známé jako „seeing“. Tehdy byly pozemské dalekohledy limitované typickým rozlišením 0,25–0,5 úhlových vteřin, v porovnání s teoretickým difrakčním omezením okolo 0,1 úhlové vteřiny pro teleskopy se zrcadlem o průměru 2,5 m. Druhá hlavní výhoda by byla, že vesmírný dalekohled by mohl pozorovat infračervené a ultrafialové záření, které na Zemi do velké míry pohlcuje atmosféra.
Spitzer zasvětil vývoji vesmírného dalekohledu velkou část své kariéry. V roce 1962 zpráva americké národní akademie věd doporučila vývoj vesmírného dalekohledu jako část vesmírného programu a roku 1965 byl Spitzer jmenován do čela komise, která měla za úkol definovat jeho vědecké cíle.
Vesmírná astronomie se začala pomalu rozvíjet po druhé světové válce, kdy vědci našli možné uplatnění pro vynálezy raketové technologie, jež se dostala do popředí zájmu. Roku 1946 bylo pořízeno první ultrafialové spektrum Slunce z výšky 88 km pomocí přístrojů nesených v trupu rakety. V roce 1962 byla Velkou Británií vypuštěna na oběžnou dráhu Země sluneční observatoř jako část vesmírného programu Ariel a roku 1966 zažil svět vypuštění první Orbitální astronomické observatoře (OAO) vesmírnou agenturou NASA. Misi OAO-1 selhaly baterie po třech dnech, ovšem následující mise OAO-2 prováděla ultrafialové pozorování hvězd a galaxií od svého startu v roce 1968 až do roku 1972, daleko za hranicí původně plánované životnosti jednoho roku.
Mise OAO ukázaly, jak důležitou úlohu by v astronomii mohlo sehrávat pozorování z vesmíru. V roce 1968 se zrodily smělé plány NASA pro vývoj zrcadlového dalekohledu s průměrem 3 metry, známým jako Velký orbitální dalekohled či Velký vesmírný dalekohled. Jako datum jeho vypuštění byl navržen rok 1979. Plány zdůrazňovaly potřebu servisních misí s lidskou posádkou k teleskopu, aby bylo zaručené, že tak finančně náročný projekt bude mít příslušně dlouhou životnost. Paralelně vyvíjené plány pro znovupoužitelné kosmické raketoplány naznačovaly, že technologie, která umožní servisní lety k dalekohledu, bude brzy dostupná.

### Hledání prostředků
Úspěch programu OAO podpořil zvyšující se konsenzus mezi astronomickou komunitou, že Velký vesmírný dalekohled (zkratka LST – Large Space Telescope) by měl být hlavním cílem. Roku 1970 NASA vytvořila dvě komise: jednu pro konstrukční část projektu a druhou pro stanovení vědeckých cílů projektu. Velmi obtížné bylo získání peněz na dalekohled, který měl být mnohem dražší, než jakýkoliv dosavadní teleskop na zemském povrchu. Kongres Spojených států amerických si nejprve vynutil škrty v plánovací fázi projektu, skládající se z velmi detailních studií potenciálních přístrojů a technického vybavení dalekohledu. Roku 1974 škrty ve veřejných výdajích, podnícené prezidentem Geraldem Fordem, vedly Kongres ke zrušení celého financování vesmírného teleskopu.
Odpovědí na tento krok byl v USA začátek celonárodního lobbistického úsilí za dalekohled, koordinovaného astronomy. Mnozí z nich se setkali s jednotlivými kongresmany a senátory osobně a při tom organizovali také dopisové kampaně. Národní akademie věd vydala zprávu zdůrazňující potřebu vesmírného teleskopu. Senát Spojených států amerických nakonec souhlasil s přiznáním alespoň poloviny původní finanční částky pohybující se v rozmezí 400–500 miliónů USD, kterou Sněmovna dříve zamítla.
Problémy s financováním vedly k redukci projektu. Původně navrhovaný průměr zrcadla se snížil z 3 m na 2,4 m a navrhovaný 0,5 m teleskop pro testování systémů použitých na hlavním dalekohledu byl zrušen. Redukce však vedla také ke kompaktnější a efektivnější konfiguraci technického vybavení dalekohledu. Finanční problémy naznačily nutnost spolupráce s Evropskou kosmickou agenturou (ESA), která souhlasila s dodávkou několika přístrojů, mezi jinými i solárních panelů. Současně uhradila přibližně 15 % nákladů výměnou za garanci 15 % pozorovacího času teleskopu pro evropské astronomy. Kongres poté schválil částku 36 000 000 USD na rok 1978, takže již mohly začít vlastní práce na projektu. S vynesením dalekohledu na oběžnou dráhu se počítalo v roce 1983. Začátkem osmdesátých let teleskop dostal nové jméno po Edwinu Hubbleovi, americkém astronomovi, který svými pozorováními prokázal, že vesmír se prostírá i daleko za hranicemi naší galaxie, a který svým objevem, že čím dále od nás se vesmírné objekty nacházejí, tím rychleji se vzdalují, podpořil teorii rozpínání vesmíru.

### Konstrukce

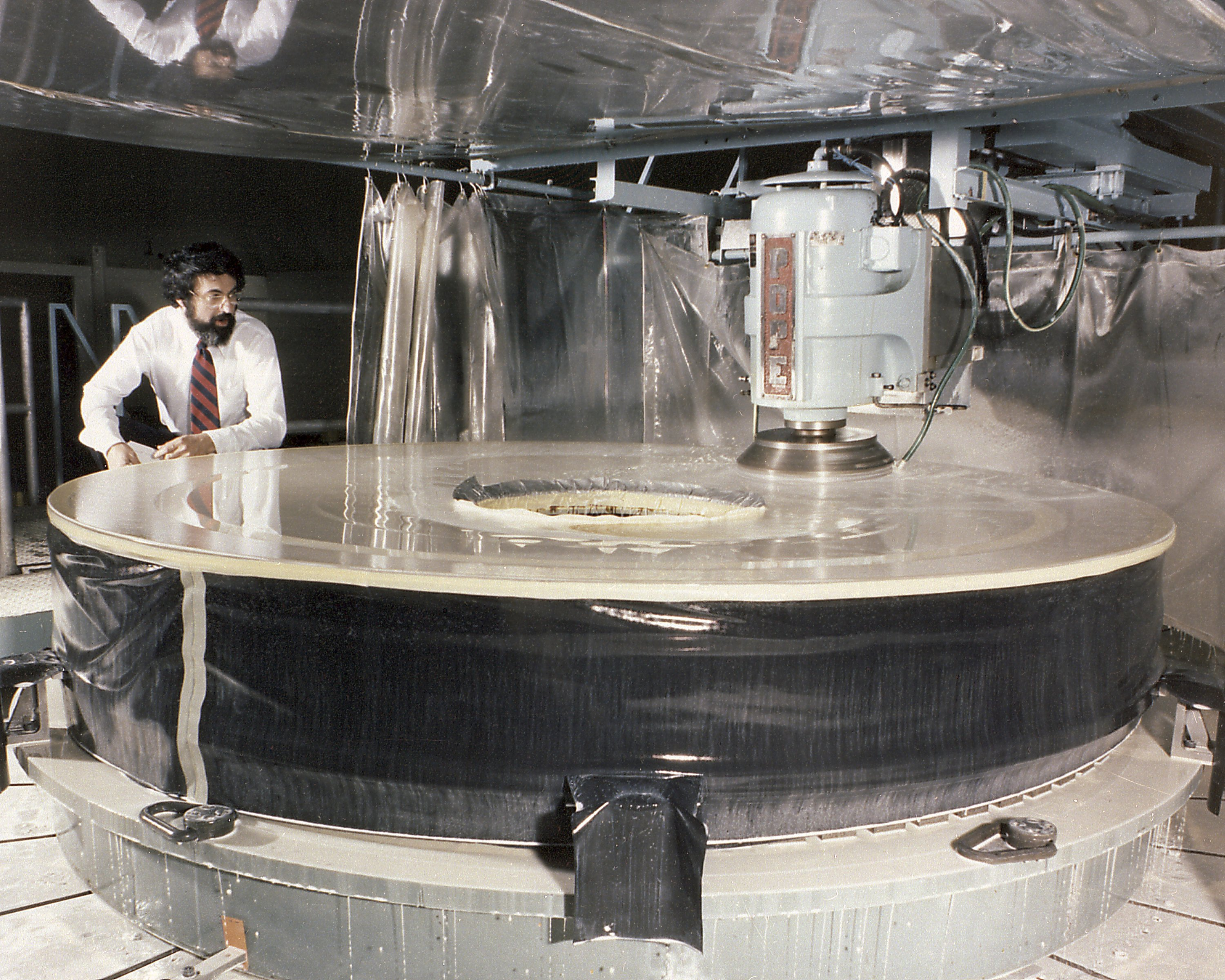
Leštění primárního zrcadla Hubblea začalo ve firmě Perkin Elmer v květnu 1979. Na fotografii je inženýr Dr. Martin Yellin během práce na projektu

Jakmile dostal program zelenou, rozdělily se úlohy a práce na projektu. Odpovědnost za design, vývoj a výstavbu mělo Marshall Space Flight Center. Goddardovo centrum pro vesmírné lety mělo na starosti celkový dozor nad vědeckými přístroji a pozemní řízení mise. Marshallovo centrum pověřilo společnost Perkin-Elmer výrobou optické soustavy (Optical Telescope Assembly – OTA) a senzorů pro jemné navádění (Fine Guidance Sensors). Korpus dalekohledu měla zhotovit společnost Lockheed.

#### Optická soustava
Optická soustava dalekohledu používá systém hyperbolických zrcadel Ritchey-Chretien. Zrcadlo a optická soustava teleskopu byly jeho nejdůležitějšími součástmi a designéři je navrhli tak, aby splňovaly náročné podmínky kosmického prostředí. Dalekohledy mívají obvykle zrcadla vyleštěná s přesností na asi desetinu vlnové délky viditelného světla, ovšem pro pozorování v oblasti od ultrafialového záření až do oblasti záření blízkého infračervenému muselo být zrcadlo vyleštěné s rozlišením 1/65 vlnové délky viditelného světla, což je asi 10 nanometrů.
Společnost Perkin Elmer navrhovala důmyslné, počítačem řízené leštící stroje, které by vybrousily zrcadlo do požadovaného tvaru. Kvůli možným komplikacím pověřil tým konstruktérů firmu Kodak, aby sestrojila záložní zrcadlo broušené tradičními brusnými technikami. Toto zrcadlo je nyní trvale vystaveno ve Smithsonově institutu. Další záložní zrcadlo vyrobené firmou Itek je dnes využíváno v teleskopu s průměrem 2,4 metru v Magdalena Ridge Observatory.
Pro výrobu zrcadla použito bylo nízkoroztažné sklo. Aby byla hmotnost co nejmenší, skládalo se zrcadlo ze dvou částí, silných asi 2,5 cm, mezi kterými se nacházela mřížka se strukturou včelí plástve. Broušení zrcadel pokračovalo až do května 1981, ovšem v té době již práce měly zpoždění a překročen byl také rozpočet. Z důvodu úspory financí NASA zastavila práci na zrcadle a přesunula datum startu na říjen 1984. Zrcadlo bylo definitivně dokončeno v roce 1981 přidáním odrazové vrstvy hliníku, silné 75 nm, a ochranného nátěru z fluoridu hořčíku, silného 25 nm, který zvětšil odrazivost zrcadla v ultrafialovém spektru.
Pochybnosti o schopnostech společnosti Perkin Elmer pracovat na takto náročném projektu pokračovaly. NASA odložila datum startu až do dubna 1985. Skluz v plánech narůstal asi o měsíc za čtvrt roku. NASA byla nucená odložit datum startu až do podzimu 1986. V tomto okamžiku již celkový rozpočet projektu činil 1,175 miliardy USD.

#### Obal dalekohledu

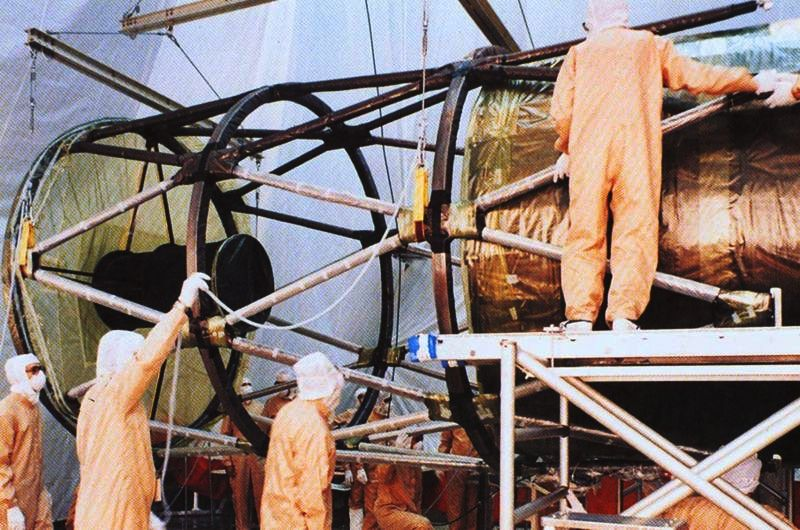
Rané etapy stavby Hubbleova vesmírného dalekohledu, 1980

Obal, ve kterém je zabudovaný dalekohled spolu s ostatními přístroji, představoval pro inženýry další, značně složitý problém. Byl navržen tak, aby odolával častým změnám teploty při přechodu ze zemského stínu na přímé sluneční světlo a zároveň aby jeho stabilita umožňovala mimořádně přesné zaměření dalekohledu. Vícevrstvý izolační plášť udržuje konstantní vnitřní teplotu celého tělesa a obklopuje lehkou hliníkovou schránku, ve které spočívá dalekohled a ostatní přístroje. Uvnitř schránky drží grafito-epoxidová kostra nejdůležitější části celého komplexu pevně usazené.
Přestože konstrukce obalu postupovala o poznání hladčeji než konstrukce optické soustavy, společnost Lockheed byla neustále v časovém skluzu a měla problémy s navyšováním rozpočtu. V létě 1985 překročila konstrukce obalu rozpočet o 30 % a časový plán byl překročen o tři měsíce. Zpráva Marshallova střediska vesmírných letů hovořila o tom, že společnost Lockheed se raději spoléhala na příkazy od NASA, než aby při stavbě převzala iniciativu do vlastních rukou.

### Původní přístroje
HST nesl při startu pět vědeckých přístrojů: kombinovanou širokoúhlou a planetární kameru WF/PC (WF/PC), spektrometr s vysokým rozlišením (GHRS), vysokorychlostní fotometr (HSP), kameru pro záznam velmi slabých objektů (FOC) a spektrograf slabých objektů (FOS).
WF/PC sloužilo jako dvě kamerová zařízení s vysokým rozlišením pro zobrazení primárně určené pro pozorování ve viditelné oblasti spektra. Mohlo pracovat ve dvou režimech, přičemž v prvním mělo jeho zorné pole velikost 2,7 × 2,7 obloukových minut, v druhém pak 1,2 × 1,2 obloukových minut. První režim sloužil ke sledování vzdálenějších objektů, druhý pro sledování bližších těles (např. planet). Zařízení zkonstruovala Laboratoř proudového pohonu (Jet Propulsion Laboratory) při NASA a zakomponovala do něj sadu 48 filtrů izolujících spektrální čáry se speciálním astrofyzikálním významem. Přístroj obsahoval 8 CCD čipů, z nichž každá z obou kamer využívala přesně polovinu. Kombinovaná širokoúhlá kamera (WFC) pokrývala úhlově větší pole na úkor nižšího rozlišení, planetární kamera (PC) zachycovala snímky pomocí větší ohniskové vzdálenosti než čipy u WFC, čímž dosáhla většího zvětšení.
GHRS byl spektrograf určený na snímání objektů v ultrafialové části spektra. Zařízení, vyrobené v Goddardově centru vesmírných letů, bylo schopné dosáhnout spektrálního rozlišení 90 000. Pro snímkování v ultrafialové oblasti byla optimalizována i zařízení FOC a FOS; obě měla nejvyšší prostorové rozlišení ze všech zařízení na dalekohledu. FOC bylo vybaveno trojstupňovým fotonásobičem a sloužilo ke sledování velmi slabých objektů. FOS byl spektrograf a studoval optická spektra velmi vzdálených objektů. Jako detektory nevyužívaly CCD čipy, ale digikony na počítání fotonů. FOC zkonstruovala Evropská kosmická agentura a FOS postavila společnost Martin Marietta (dnes pod společností Lockheed).
HSP byl navržený a vyrobený na Wisconsinsko-Madisonské univerzitě. Měl za úkol pozorovat proměnné hvězdy a ostatní objekty, které mění svoji jasnost. Pracoval v ultrafialovém a viditelném světle. Měřil rychle změny světelného toku a polarizaci světla. Dokázal provést naráz téměř 100 000 měření za sekundu s fotometrickou přesností přibližně 2 % nebo i lepší.
Tři senzory naváděcího systému Hubbleova vesmírného dalekohledu (Fine Guidance Sensors – FGS) jsou primárně určené na udržení přesného zaměření teleskopu během pozorování, ovšem dají se využít i k mimořádně přesné fotometrii; přístroj dokáže měřit s přesností na 0,000 3 úhlové vteřiny.

### Pozemní kontrola
Za vědecké řízení dalekohledu a předávání získaných dat astronomům je odpovědný Vědecký institut Vesmírného dalekohledu (STScI). Založen byl v roce 1983 po roztržkách mezi NASA a vědeckou komunitou, kdy se NASA snažila udržet kontrolu činnosti dalekohledu v rámci svých struktur, ale vědecká obec ji chtěla vykonávat na akademické půdě. STScI se nachází v areálu Univerzity Johna Hopkinse v Baltimoru ve státě Maryland a řídí ho Asociace univerzit pro výzkum v astronomii (AURA), tvořená 34 americkými institucemi (většinou univerzitami) a sedmi mezinárodními pobočkami. Evropským astronomům poskytuje podobnou službu Space Telescope–European Coordinating Facility (ST–ECF), založená v Garchingu u Mnichova v roce 1984.

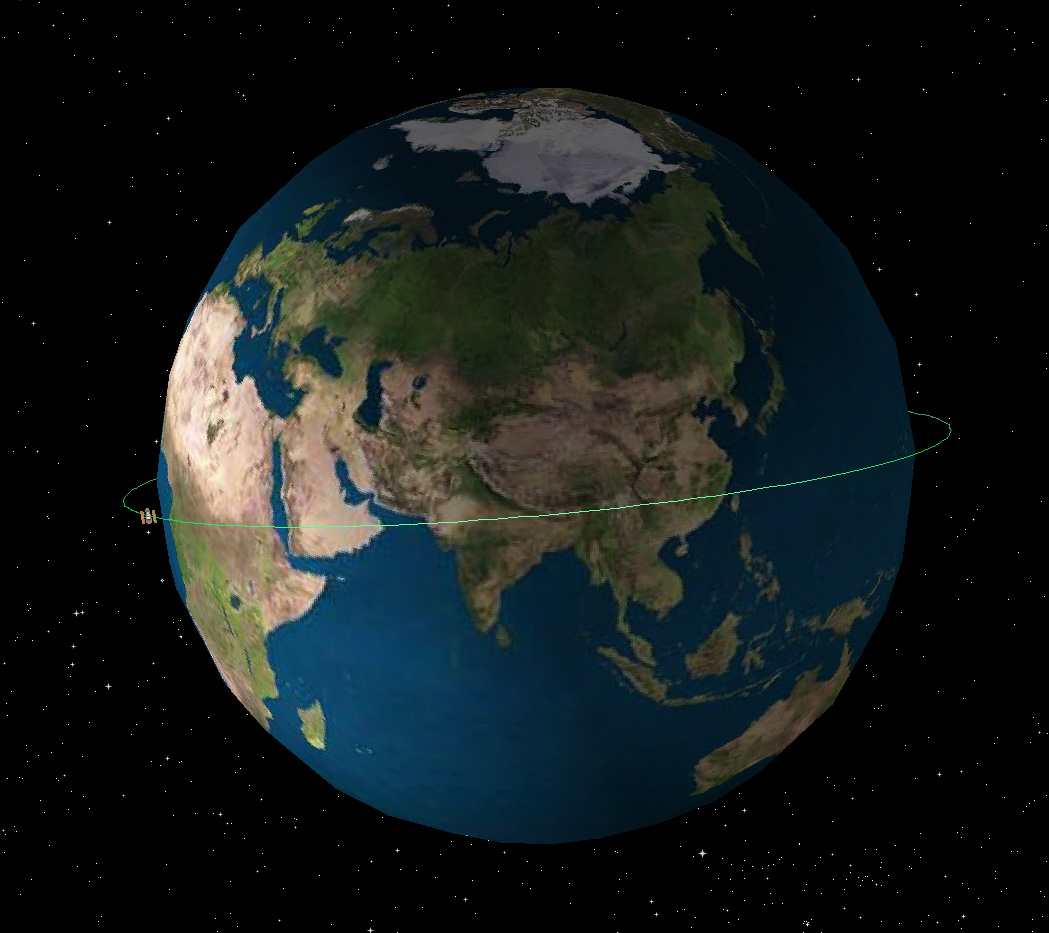
Kvůli nízké oběžné dráze zakrývá Země svým rozměrem během oběhu množství vesmírných objektů

STScI má na starosti plánování pozorování. Hubbleův dalekohled obíhá Zemi na nízké oběžné dráze. To je výhoda pro servisní mise raketoplánů, ovšem současně to znamená, že Země zakrývá množství vesmírných objektů po téměř polovinu oběžné doby dalekohledu. Kvůli zvýšené úrovni radiace také pozorování nemohou probíhat, pokud teleskop přelétá nad tzv. Jihoatlantickou anomálií, která se vyskytuje v místě největšího přiblížení tzv. van Allenových radiačních pásů k zemskému povrchu. Dalekohled také nesmí být namířen do okolí Slunce, aby nedošlo k poškození optické soustavy (OTA) gama zářením, což mj. znemožňuje pozorování Merkuru. Tato oblast má rozlohu kolem 50°. Kvůli naváděcím senzorům FGS se dalekohled musí vyhýbat i světlu odraženému od Země a Měsíce, takže jejich směrem může být natočen jen tehdy, když jsou FGS vypnuté.
V rovině oběžné dráhy dalekohledu však existují i tzv. oblasti souvislého pozorování (continuous viewing zone – CVZ), velké asi 90°, ve kterých se dají vesmírné objekty pozorovat delší dobu. Kvůli precesi dráhy se poloha CVZ pomalu mění s periodicitou 8 týdnů. Během pozorování v CVZ může světelné záření odrážené Zemí po delší dobu dosahovat značně velké intenzity, protože limbus planety zabírá v určitých oblastech CVZ až 30° zorného pole teleskopu.
Oběžná dráha Hubbleova dalekohledu zasahuje až do nejvyšších vrstev zemské atmosféry, čímž dochází při oběhu okolo Země ke změnám, které nejsou zcela přesně předvídatelné. Hustota těchto vrstev atmosféry se mění v závislosti na mnoha různých faktorech, takže odchylka při předpovědích dráhy dalekohledu na nejbližších 6 týdnů může narůst až na 4 000 km v horizontálním směru. Plán pozorování se z tohoto důvodu vypracovává jen na několik dní dopředu.
Technickou údržbu dalekohledu má na starosti NASA spolu s Goddardovým střediskem pro vesmírné lety sídlícím v Greenbelte ve státě Maryland, 48 km jižně od STScI. Správnou dráhu dalekohledu monitorují nepřetržitě 24 hodin denně čtyři týmy letových kontrolorů, tvořící spolu tzv. Tým letové dráhy Hubbleova vesmírného dalekohledu (Hubble's Flight Operations Team).

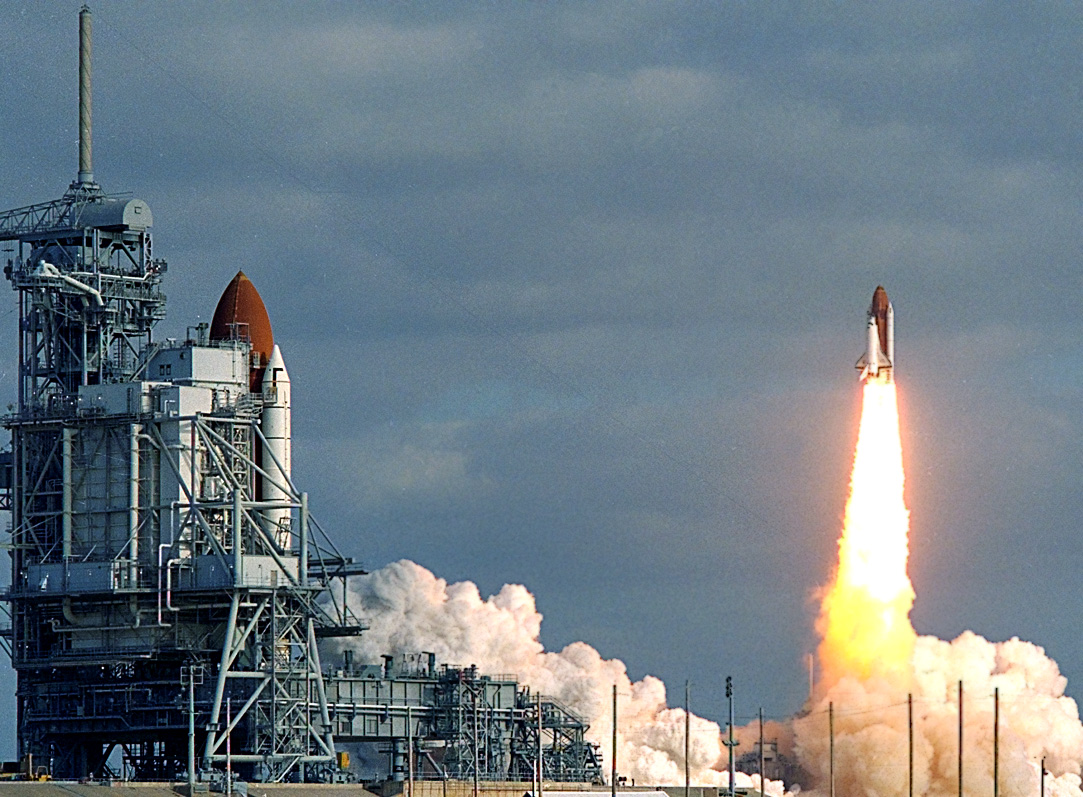
Start raketoplánu Discovery STS-31 s Hubbleovým vesmírným dalekohledem v nákladovém prostoru

### Havárie Challengeru, odklad, konečný start
Na začátku roku 1986 vypadal říjnový start dalekohledu již celkem reálně, ale havárie raketoplánu Challenger zastavila americký vesmírný program. Flotila zbylých raketoplánů zůstala v hangárech a start Hubbleova vesmírného dalekohledu byl o několik let posunut. Teleskop musel být umístěn v čisté místnosti, musel být prohlížen a pravidelně byl čištěn dusíkem. Tato údržba stála měsíčně asi 6 milionů dolarů, což projekt dále prodražovalo. Na druhé straně inženýři využili získaný čas na vykonání rozsáhlejších testů a na různá vylepšení.
Americký vesmírný program byl znovu spuštěn v roce 1988 a 24. dubna 1990 úspěšně vynesla dalekohled na oběžnou dráhu mise STS-31 pomocí raketoplánu Discovery.
Z původně odhadované sumy 400 milionů dolarů stálo vybudování dalekohledu doposud více než 2,5 miliardy USD. Souhrnná cena do dnešního dne se odhaduje na několikanásobek konstrukční ceny, přičemž výdaje USA se pohybují v rozmezí 4,5 miliardy až 6 miliard dolarů. Evropský finanční příspěvek se odhaduje na 593 milionů euro (odhad k roku 1999).

## Chyba hlavního zrcadla

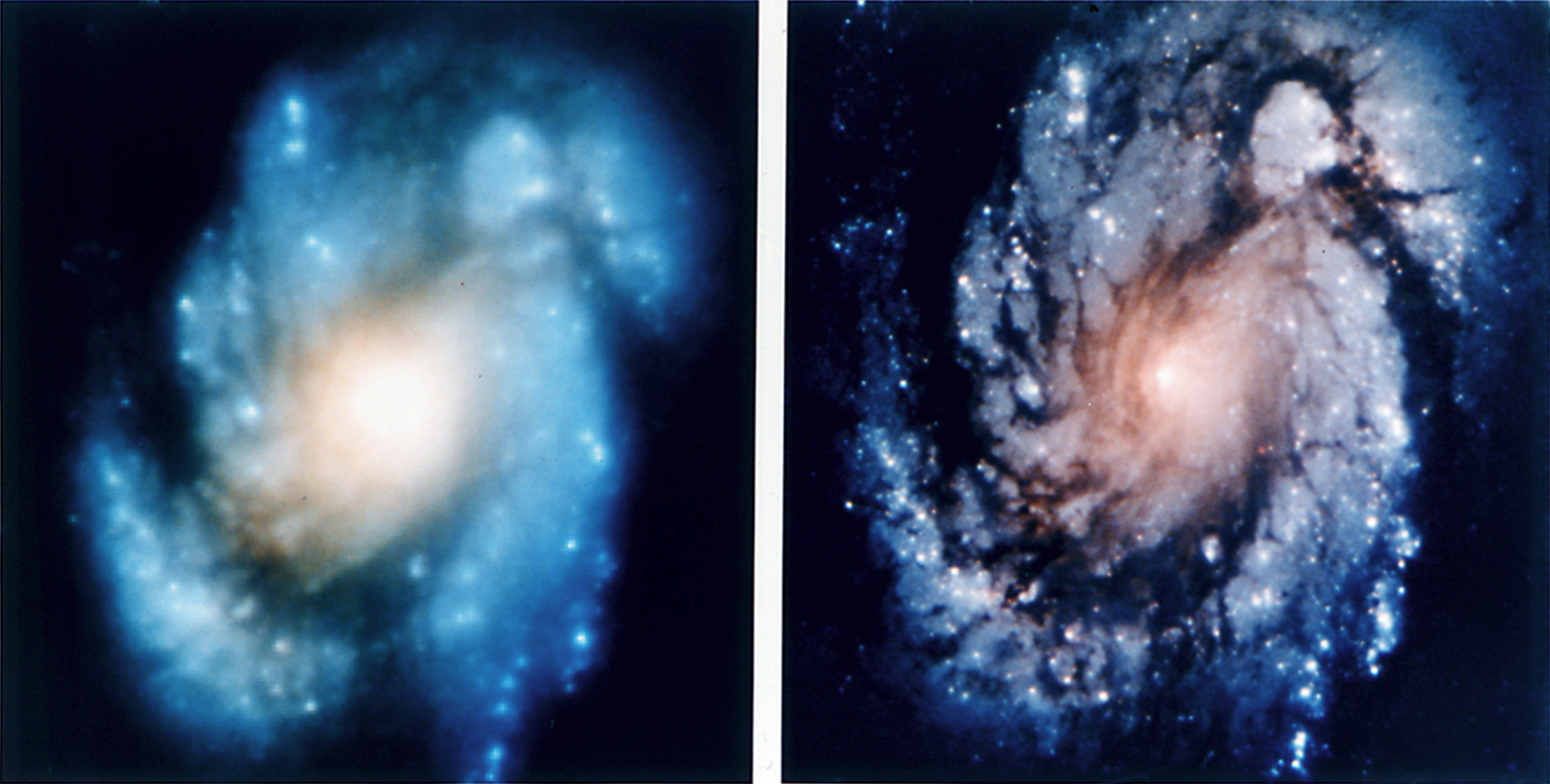
Porovnání snímku před korekcí a po ní

V průběhu několika týdnů po vypuštění se zjistilo, že dalekohled má problémy se systémem optiky. Přestože první snímky pořízené dalekohledem vypadaly ostřejší než srovnatelné snímky z pozemních teleskopů, byla jejich kvalita pod hranicí očekávání. Obrázky bodových zdrojů měly průměr až 1 úhlovou vteřinu namísto zamýšlené desetiny úhlové vteřiny.
Analýza snímků ukázala, že příčinou problému je chybně vybroušené primární zrcadlo. Navzdory tomu, že šlo o do té doby pravděpodobně nejpřesněji vytvarované zrcadlo a jeho odchylka od ideální tvaru nepřesahovala předepsanou odchylku 1/65 vlnové délky světla, bylo na svých krajích příliš ploché a odchylovalo se až o 2,3 mikrometru od požadovaného tvaru. Výsledkem byla vážná sférická aberace, tj. chyba, při které se světlo odražené z okrajů zrcadla soustředí v jiném bodě, než světlo odražené od středu zrcadla.

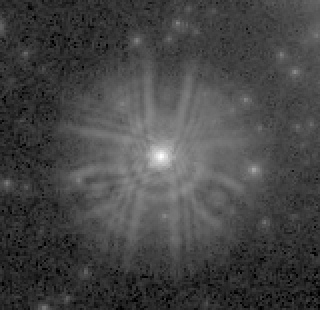
Obrázek z kamery WF/PC ukazuje, jak se světlo hvězdy rozptyluje po velké ploše, místo aby zůstalo soustředěno v rozsahu několika pixelů

Závažnost chyby zrcadla závisela na druhu pozorování. Obrázky jasných objektů a spektroskopická pozorování nebyly chybou téměř vůbec ovlivněné, protože střední část zrcadla byla vybroušená v požadovaném tvaru. Znatelně snížená však byla kvalita snímků matnějších a slabších objektů, nebo snímků s vysokým kontrastem. Znamenalo to, že nebylo možné rozběhnout téměř žádný kosmologický program, protože takové programy vyžadují právě zmiňované snímkování matných objektů. I přesto byl Hubbleův vesmírný dalekohled v prvních třech letech mise schopen vykonat množství produktivních pozorování. Protože se poměrně rychle podařilo vadu identifikovat, astronomové mohli optimalizovat výsledky pozorování pomocí důmyslných technik zpracování obrázků (např. tzv. dekonvoluce), a zmenšit tak její dopad na kvalitu snímků.

### Původ problému
Komise vedená Lew Allenem, ředitelem Laboratoří proudového pohonu, měla za úkol vyšetřit, jak mohla chyba vzniknout. Zjistila, že zařízení testující přesný tvar zrcadla (tzv. nullcorrector) nebylo správně zaostřené – jedna čočka byla umístěna s 1,3 mm odchylkou od správného místa. Komise konstatovala, že společnost Perkin-Elmer během leštění zrcadla sice jeho povrch analyzovala ještě dvěma dalšími zařízeními, která shodně naznačovala, že zrcadlo má sférickou aberacii, ovšem nakonec se rozhodla výsledky testů ignorovat. Věřila totiž, že první test uskutečněný primárním přístrojem byl přesnější než zbylé dva kontrolní testy.
Komise obvinila v první řadě společnost Perkin-Elmer. Vztahy mezi NASA a Perkin-Elmer byly během konstrukce celého komplexu dalekohledu kvůli časovému skluzu a předražení výstavby velmi napjaté. NASA zjistila, že Perkin-Elmer nekontrolovala výrobu zrcadla dostatečným způsobem a že tímto úkolem nepověřila své nejlepší odborníky na optiku. Samotná NASA si rovněž vysloužila kritiku za to, že se spoléhala na výsledky testu kontroly kvality jen z jednoho přístroje.

### Návrh řešení

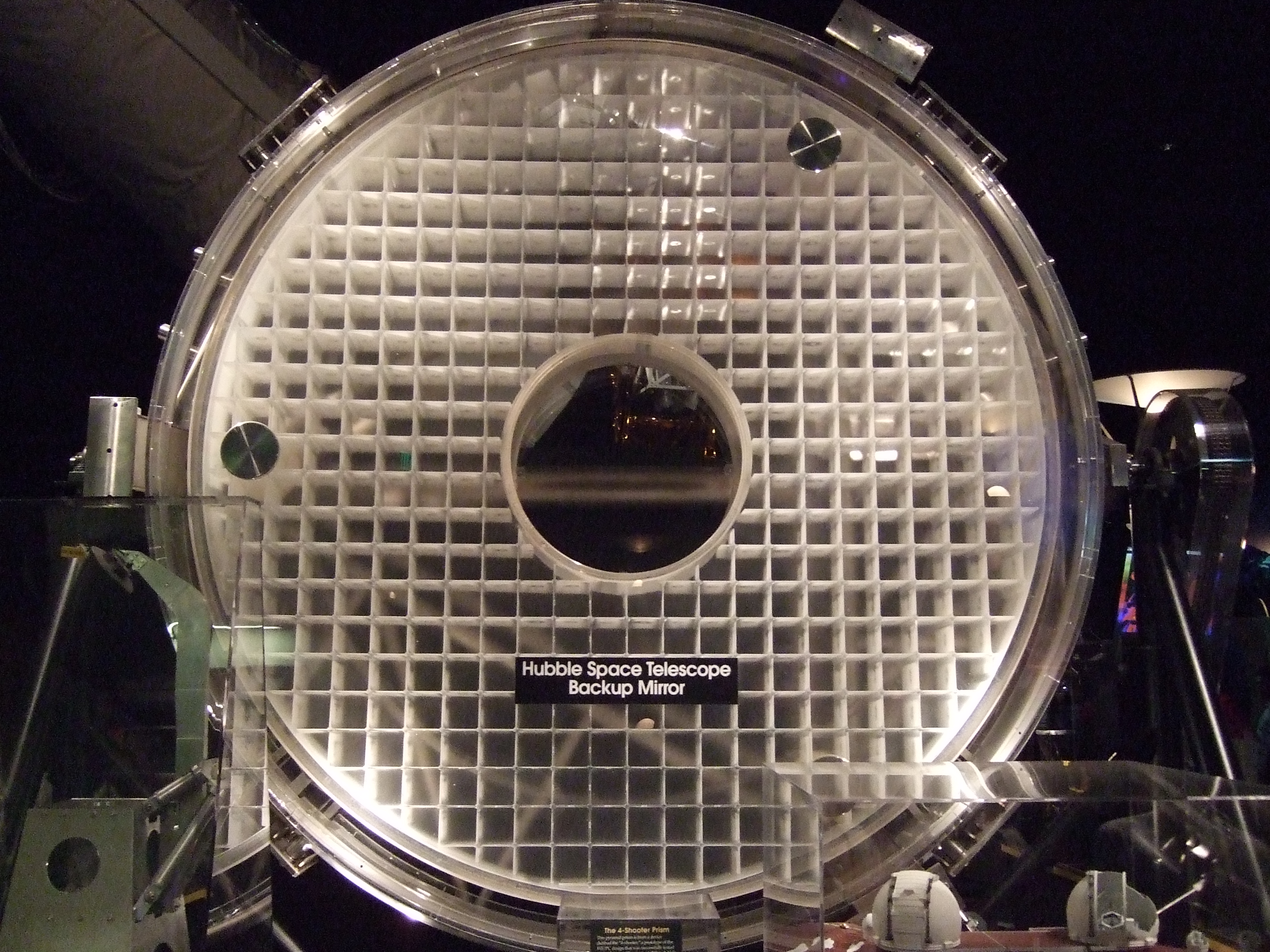
Záložní zrcadlo Hubbleova dalekohledu vyrobené firmou Eastman Kodak. V současnosti je umístěno v Národním muzeu pro letectví a vesmír ve Washingtonu, DC.

Dalekohled byl navržen tak, aby k němu bylo možné vyslat servisní techniky a opravit jej na oběžné dráze. Astronomové společně s techniky začali okamžitě hledat nějaké možné řešení daného problému, které by se dalo použít při první servisní misi, naplánované na rok 1993. Společnosti Kodak a Itek měly každá vybroušené náhradní zrcadlo, měnit ho na oběžné dráze však nebylo možné. Přenést celý dalekohled dočasně na opravu zpět na Zemi by bylo velmi nákladné a časově náročné. Vzhledem k tomu, že dalekohled měl zrcadlo vybroušené sice do chybného, ale přesně známého tvaru, bylo rozhodnuto vyrobit zařízení, které by mělo stejnou optickou chybu, avšak s opačným znaménkem. Tento doplňkový přístroj měl hrát podobnou úlohu, jako mají brýle.
Jako první krok bylo třeba zjistit přesnou hodnotu chyby hlavního zrcadla. Analýzou obrázků bodových zdrojů dospěli astronomové k závěru, že hodnota kónické konstanty zrcadla byla −1,01324, namísto plánované −1,00230. Stejná hodnota vyšla i z výsledků analýzy zařízení na leštění zrcadla, které používala společnost Perkin-Elmer, a také z výsledků analýzy interferogramů, které technici získali při pozemních zkouškách.
Kvůli designu zařízení umístěných v těle dalekohledu byly zapotřebí dva druhy korekce. Kombinovaná širokoúhlá a planetární kamera 2 s novými vyměněnými zrcadly, která směřovala paprsky na 8 navzájem oddělených CCD čipů tvořících obě kamery, měla nahradit původní kombinovanou širokoúhlou a planetární kameru. Inverzní optická chyba zabudovaná na povrch čipů měla úplně odstranit aberaci hlavního zrcadla. U dalších přístrojů však nebyl podobný zásah možný, a proto si vyžádaly externí korekční zařízení.
Systém na korekci aberace pro FOC, FOS a GHRS se nazývá Korekční osová náhrada optiky vesmírného dalekohledu (Corrective Optics Space Telescope Axial Replacement – COSTAR) a skládá se ze dvou zrcadel umístěných v dráze světla na hlavní zrcadlo. Jedno z nich je vytvarované tak, aby odstranilo aberaci. Aby se tato korekční náhrada mohla vtěsnat do útrob dalekohledu, museli astronauti při servisní misi demontovat jeden z přístrojů. Vybrán byl vysokorychlostní fotometr (HSP).

## Servisní mise a nová zařízení

### Servisní mise 1 (prosinec 1993)

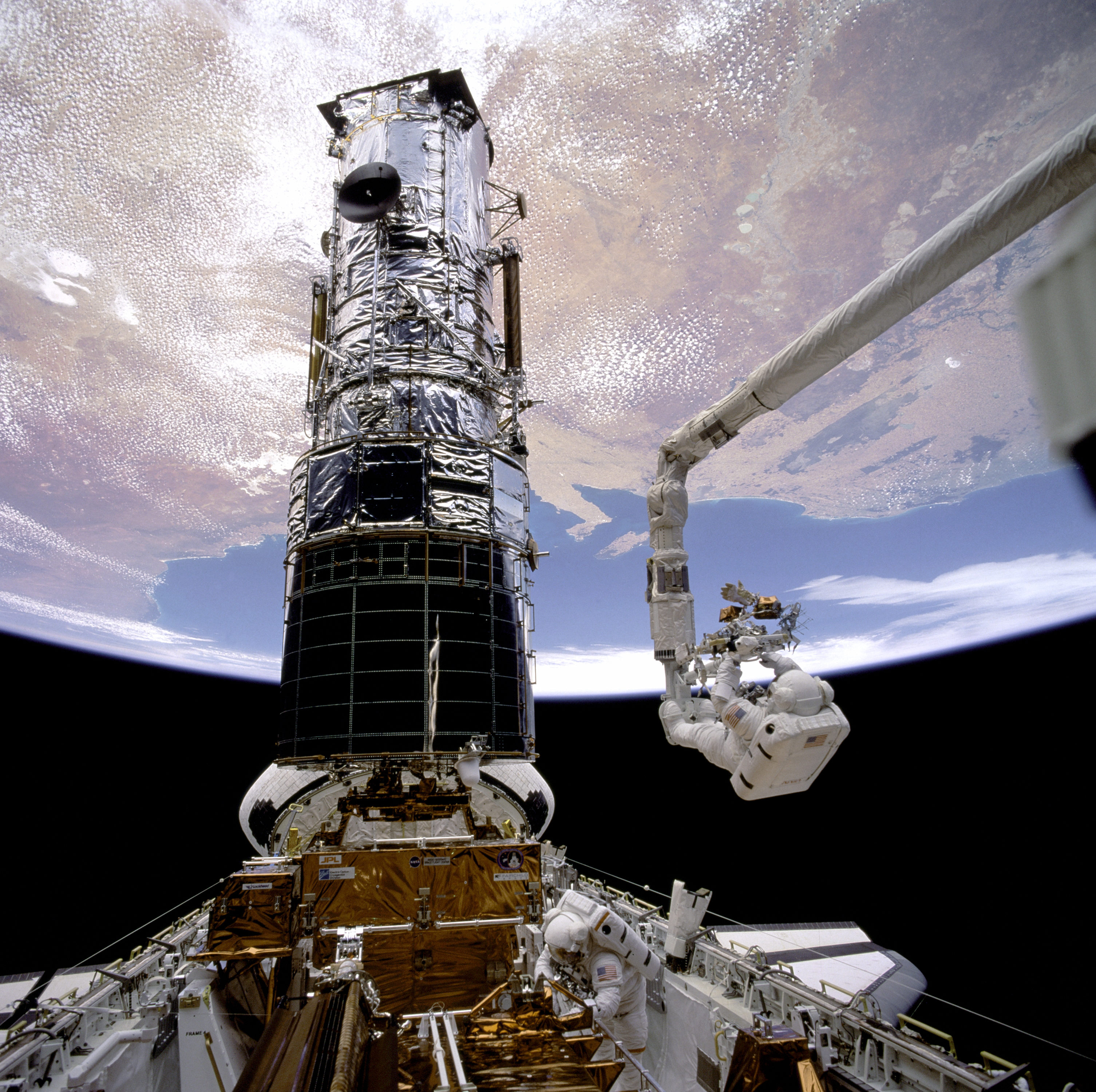
Astronauti během práce na Hubbleově vesmírném dalekohledu – servisní mise 1

Dalekohled byl od prvopočátku konstruován tak, aby mohl být pravidelně udržován. Avšak poté, co se objevily problémy se zrcadlem, ukázala první servisní mise, že astronauti budou nuceni provést sérii dodatečných úprav a instalaci korekční optiky. Sedm astronautů vybraných pro servisní misi trénovalo používání velkého množství speciálního nářadí potřebného k opravě Hubbleova teleskopu. Mise STS-61 (raketoplánu Endeavour) proběhla v prosinci 1993 a zahrnovala instalaci několika zařízení a různého vybavení.
Mezi nejpodstatnější úpravy patří výměna vysokorychlostního fotometru za „balíček“ korekční optiky COSTAR a výměna WFPC (Wide Field and Planetary Camera) za WFPC2 s interním korekčním optickým systémem. Dále došlo k výměně řídící elektroniky solárních panelů, čtyř gyroskopů, dvou elektronických kontrolních jednotek a dvou magnetometrů. Také byl upgradován software palubních počítačů a Hubble byl poté posunut na vyšší oběžnou dráhu, jelikož během 3 let došlo k jejímu přílišnému poklesu vlivem tření o řídké svrchní vrstvy atmosféry. 13. ledna 1994 ohlásila NASA, že mise byla úspěšně dokončena a představila sérii mnoha ostrých záběrů vesmírných těles. Tato servisní mise byla jednou z nejkomplexnějších misí, jaké kdy byly podniknuty. Během pěti dlouhých výstupů do vesmírného prostoru bylo provedeno mnoho úprav i vně teleskopu.

### Servisní mise 2 (únor 1997)
Úkolem servisní mise 2 Discovery (STS-82) byla výměna zařízení GHRS a FOS za spektrometry Space Telescope Imaging Spectrograph (STIS) a Near Infrared Camera and Multi-Object Spectrometer (NICMOS), a dále technického a výzkumného páskového záznamníku za nový elektronický. Dále byla opravena tepelná izolace a znova upravena oběžná dráha. NICMOS obsahoval chladič s dusíkem v pevné formě, který sloužil k redukci tepelného záření z ostatních přístrojů, ale nedlouho po instalaci se vlivem tepla neočekávaně roztáhl, takže se dostal do kontaktu s optickou clonou. Následný tepelný zkrat vedl k nadměrnému zahřívání NICMOSu (~260 K místo plánovaných ~61 K) a rychlejší sublimaci dusíku, což zkrátilo jeho očekávanou životnost z 4,5 let na 2 roky.

### Servisní mise 3A (prosinec 1999)
Servisní mise 3A Discovery (STS-103) proběhla v prosinci 1999. Jednalo se o odštěpnou misi od původně plánované servisní mise 3. Vznik varianty 3A byl vynucen nenadálým selháním tří palubních gyroskopů (čtvrtý gyroskop selhal několik týdnů před začátkem mise, což Hubbleovi zcela znemožnilo provádět vědecká pozorování). Mise 3A nahradila všech šest gyroskopů, vyměnila sensor pro jemnou navigaci (Fine Guidance Sensor) a počítač, instalovala Voltage/temperature Improvement Kit (VIK) – zařízení pro ochranu baterií před přebíjením – a opět vyměnila tepelnou izolaci. I přesto, že nový počítač (25 MHz Intel 80486 s 2MB RAM) je z dnešního hlediska takřka muzejním exponátem, je stále 20× rychlejší než jeho předchůdce DF-224. „Nový“ počítač zvyšuje efektivitu tím, že umožňuje provádět některé výpočetní operace přímo na palubě Hubblea, a také šetří náklady, jelikož umožňuje použití nových programovacích jazyků.

### Servisní mise 3B (březen 2002)

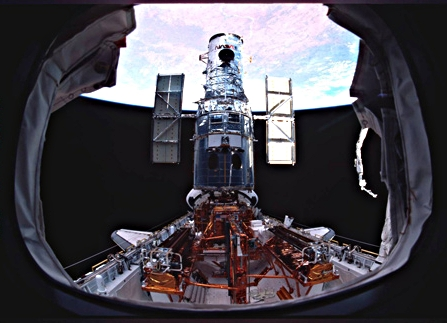
Připojení raketoplánu Columbia k Hubbleově vesmírnému dalekohledu – servisní mise 3B

Během mise 3B Columbia (STS-109) v březnu 2002 bylo nainstalováno nové zařízení – Pokročilá pozorovací kamera (ACS) – která nahradila FOC. Také došlo k opravě zařízení NICMOS, které již v roce 1999 vyčerpalo zásobu chladicí látky. Byl instalován nový chladicí systém, který teplotu dostatečně snížil, a zařízení tedy bylo opět použitelné. Nově udržovaná teplota 77,15 K byla sice vyšší, než s jakou počítaly původní plány (~61 K), na druhou stranu však byla zase mnohem stabilnější.
Během mise 3B byly již podruhé vyměněny solární panely. Konstrukce nových panelů byla odvozena od panelů použitých u družic komunikačního systému Iridium a jejich velikost činila pouhé dvě třetiny původních panelů, přičemž ale poskytují o 30 % více energie. Takový přírůstek energie umožnil simultánní spouštění palubních přístrojů a zredukoval problémy s vibrací, které vznikaly ve chvílích, kdy se starší a méně pevné panely dostávaly do slunečního svitu a naopak. Menší velikost panelů znamenala také menší tření o svrchní vrstvy atmosféry. Dále byla vyměněna Hubble's Power Distribution Unit (energetická distribuční jednotka), která umožnila provádět kompletní restarty všech zařízení.

### Servisní mise 4 (květen 2009)

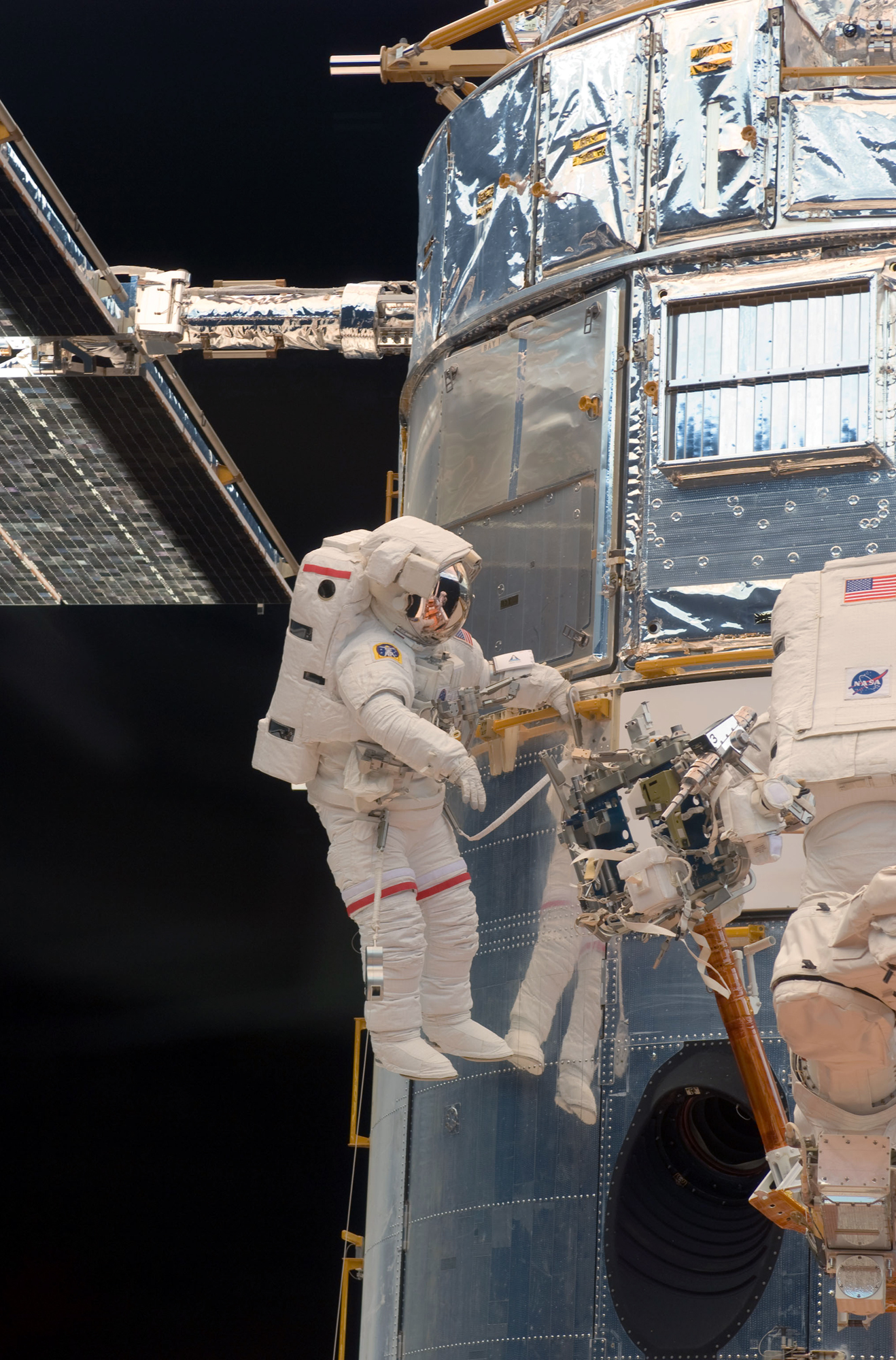
J. Grunsfeld při (EVA 1) 4. servisní misi

Servisní mise 4 (SM4), byla závěrečná mise raketoplánu Atlantis (STS-125) k údržbě Hubble Space Telescopu v květnu 2009.
Celkem proběhlo 5 výstupů astronautů do kosmu. Při nich byla provedena výměna porouchané jednotky SI C&DH (Science Instrument Command and Data Handling), výměna obou bloků baterií BMU (Battery Module Unit), výměna všech tří jednotek gyroskopů RSU (Rate Sensor Unit, každá jednotka obsahuje po dvou gyroskopech), instalace úchopového zařízení SCM (Soft Capture Mechanism), instalace nové kamery WFC-3 (Wide Field Camera 3) [místo starého přístroje Wide-Field Planetary Camera 2], instalace nového spektrografu COS (Cosmic Origins Spectrograph) [místo už nepotřebné korektivní optiky COSTAR], oprava kamery ACS (Advanced Camera for Surveys), oprava spektrografu STIS (Space Telescope Imaging Spectrograph), výměna navigačního senzoru FGS-2 (Fine Guidance Sensor 2) a instalace tří panelů tepelné izolace NOBL (New Outer Blanket Layers).
Cíle mise byly splněny: Teleskop je připraven na svou poslední návštěvu, která ho pošle na jeho poslední cestu do atmosféry Země (mezi lety 2028-2040). A do té doby už nebudou potřeba žádná dodatečná korekční zařízení pro eliminaci sférické aberace zrcadla, protože tuto korekci nyní už provádí sama optika: Druhotné korekční členy z předešlých misí byly naopak odstraněny. Teď konečně může HST využívat všechny své funkce s jejich plnou přesností a kapacitou, jak byly od počátku projektovány.

## Vědecké výsledky mise

### Důležité objevy

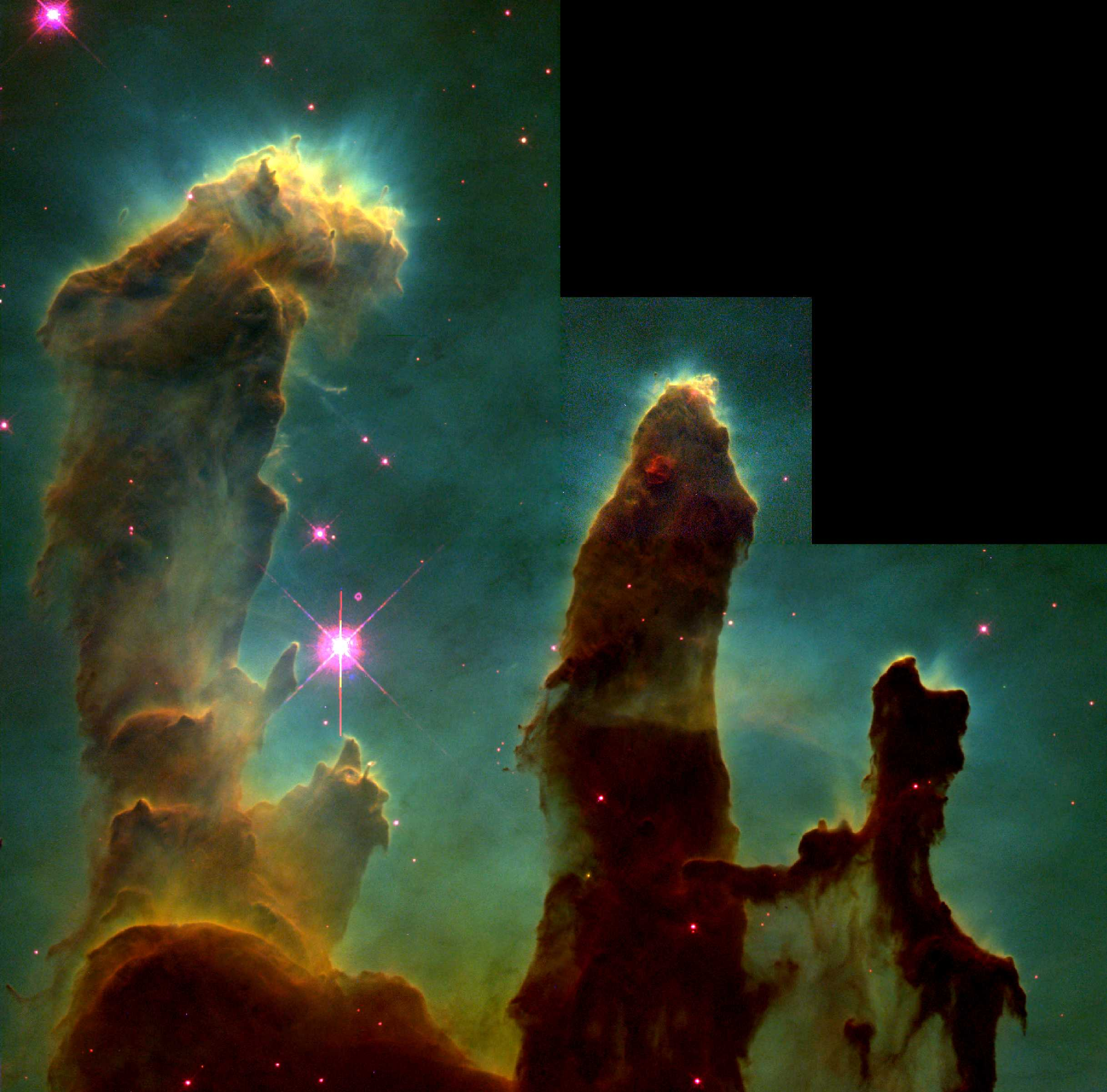
Jeden z nejznámějších obrázků Hubbleova dalekohledu tzv. sloupy stvoření, oblast v Orlí mlhovině, ve které se rodí nové hvězdy

Hubbleův vesmírný dalekohled pomohl astronomům rozluštit mnohé dlouhotrvající otázky a poskytl též impuls ke vzniku nových otázek a teorii. Mezi prvořadé úkoly mise patřila měření vzdáleností Cefeid, typu proměnných hvězd vykazujících přímý vztah mezi periodou proměnlivosti a jejich absolutní hvězdnou velikostí. Tato měření byla o mnoho přesnější než ta předchozí a podařilo se tedy výrazně omezit rozsah odhadovaných hodnot Hubbleovy konstanty, jež určuje rychlost rozpínání vesmíru a která souvisí i s jeho věkem. Před vypuštěním Hubblea dosahovala chyba při odhadování konstanty i 50 %. Pozorování Cefeid v kupě galaxií v souhvězdí Panny a v jiných vzdálených kupách galaxií pomocí Hubbleova vesmírného dalekohledu snížila tuto chybu na 10 %.
Pozorování Hubbleova vesmírného teleskopu zpochybnila některé teorie o vývoji a budoucnosti vesmíru. Astronomové z týmu „Vysoké–z pro hledání supernov“ (High-z Supernova Search Team) a Supernova Cosmology Project použili dalekohled také pro pozorování vzdálených supernov, během nichž objevili důkaz, že se rozpínání vesmíru vlivem gravitace nezpomaluje, ale naopak zrychluje.
Zrychlování poté potvrdily i některé pozemské teleskopy spolu s dalekohledy na oběžné dráze a jeho hodnotu určily ještě přesněji. Navzdory tomu však příčina tohoto zrychlování není stále zcela jasná.
Snímky a spektra, které poskytl Hubbleův vesmírný dalekohled, byla využita i při dokazování přítomnosti černých děr v centrech blízkých galaxií. Výskyt černých děr v centrech galaxií se předpokládal již v 60. letech 20. století a v 80. letech bylo objeveno i několik kandidátů, ale teprve až výzkum provedený Hubbleovým dalekohledem naznačil možnost, že černé díry se nachází v centrech všech galaxií. Dalekohled dále potvrdil, že hmotnost těchto černých děr je přímo spjatá s vlastnostmi galaxií.
HST pozoroval také srážku komety Shoemaker-Levy 9 s planetou Jupiter v roce 1994, která se (naštěstí pro astronomy) udála pouhých několik měsíců po opravě optiky dalekohledu. Jeho fotografie byly ostřejší než jakékoliv předchozí snímky od roku 1979, kdy kolem Jupitera proletěla sonda Voyager 2. Zároveň hrály důležitou roli při studiu dynamiky srážky komety s Jupiterem, což je událost, o níž se astronomové domnívají, že nastává v průměru pouze jednou za několik set let.
Mezi další významné objevy patří protoplanetární disky v mlhovině M42, důkazy přítomnosti extrasolárních planet okolo hvězd podobných Slunci a objev optických protějšků stále ne zcela objasněných gamma záblesků.
Hubbleův vesmírný dalekohled byl využit i ke studiu objektů nacházejících se na okraji sluneční soustavy – trpasličích planet Pluta a Eris. Dále se používal pro sledování vzdálených planet sluneční soustavy, jako např. Neptunu. Na základě tohoto pozorování vznikla animace ukazující dynamické změny v atmosféře planety.
Unikátním odkazem, který nám projekt Hubbleova vesmírného dalekohledu zanechal, jsou snímky tzv. Hubbleových hlubokých a ultra-hlubokých polí. Při jejich snímání byla využita jedinečná citlivost přístroje na vlnové délky ve viditelném oboru spektra. Vznikly tak velice detailní snímky velmi malých oblastí v souhvězdí Pece, na nichž je možné vidět galaxie vzdálené i několik miliard světelných let. Nikdy předtím se astronomům nepodařilo zobrazit ve viditelném světle takto vzdálené objekty. Hubbleův dalekohled tak poskytl pohled do raného stádia života vesmíru.

### Dopad na astronomii

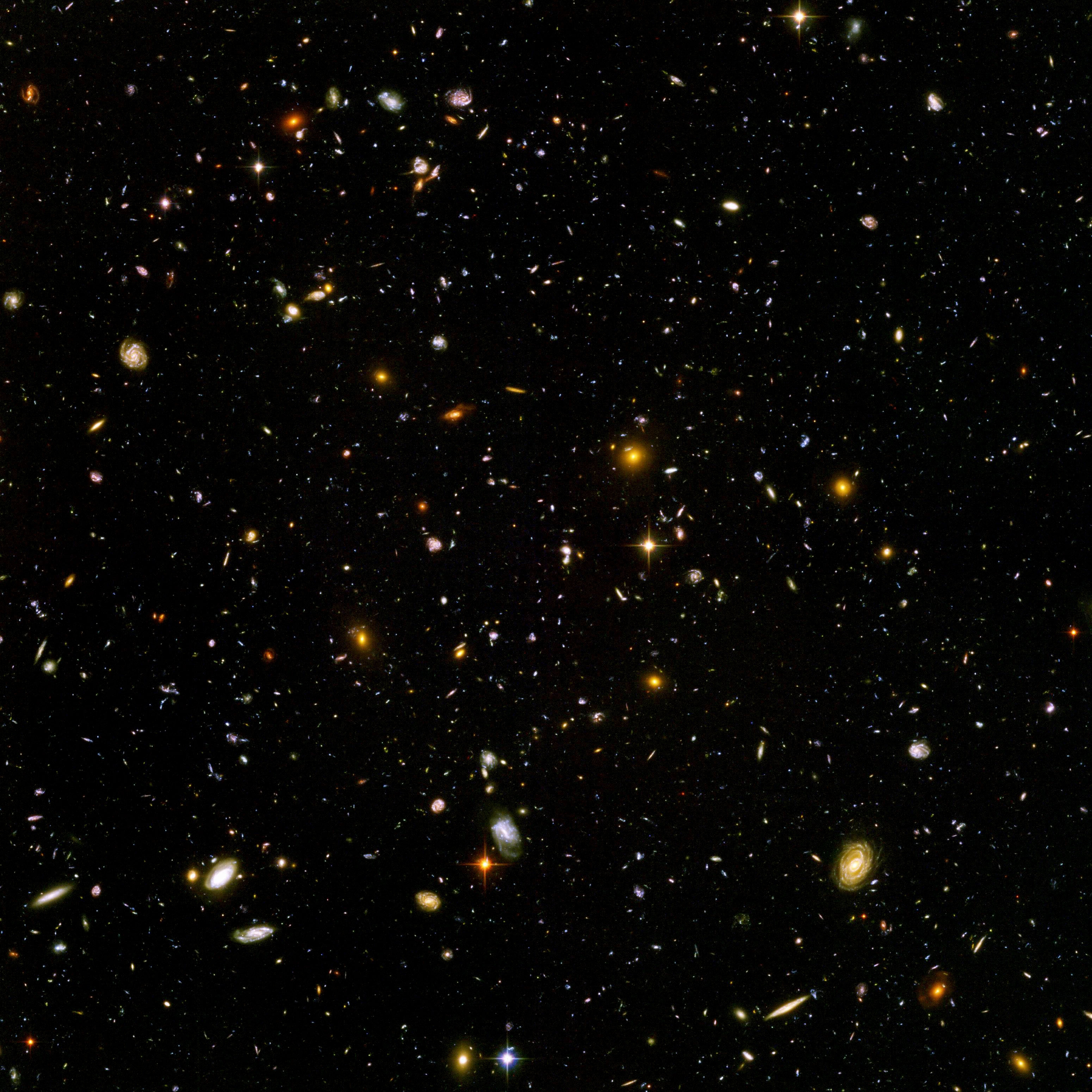
Vzdálené galaxie, které byly nasnímány v projektu Hubbleových ultrahlubokých polí

Pozitivní dopad Hubbleova dalekohledu na astronomii vyplývá z mnoha objektivních měřítek. Více než 4000 prací založených na datech poskytnutých Hubblem bylo zveřejněno v odborných časopisech a ještě více z nich bylo představeno a diskutováno na astronomických konferencích. Pokud se podíváme na různé odborné astronomické práce z období několik let po jejich zveřejnění, asi jedna třetina z nich nebyla nikdy citována, z prací založených na údajích z Hubbleova dalekohledu však nebyla nikdy citována pouze 2 %. Práce založená na Hubbleových pozorováních bývá v průměru citována dvakrát tak často než jiná astronomická pojednání. Z přibližně 200 nejvíce citovaných prací zveřejňovaných každý rok, je kolem 10 % založeno právě na datech poskytnutých Hubbleovým dalekohledem.
Ačkoliv měl HST velmi pozitivní dopad na astronomii, je nepopiratelné, že suma vynaložená na tuto misi byla obrovská. Vypracovaná studie týkající se relativních dopadů různých dalekohledů na astronomii zjistila, že data z HST jsou sice např. oproti 4m pozemnímu dalekohledu Williama Herschela 15 × častěji citována, ovšem stavba a provoz HST stojí 100 × více.
Učinit rozhodnutí mezi investováním do pozemního dalekohledu versus vesmírného dalekohledu je velkým dilematem do budoucna. Rozvoj adaptivní optiky rozšířil možnosti snímkování s vysokým rozlišením i pomocí pozemních dalekohledů. Rozdíly v kvalitě pozorování mezi adaptivní optikou a HST se mohou lišit případ od případu. Lze však říci, že ve viditelném světle může adaptivní optika zaostřit pouze velmi malou část zorného pole, zatímco HST může provádět snímkování s vysokým rozlišením v širokém úhlu.[zdroj?]

## Využívání dalekohledu

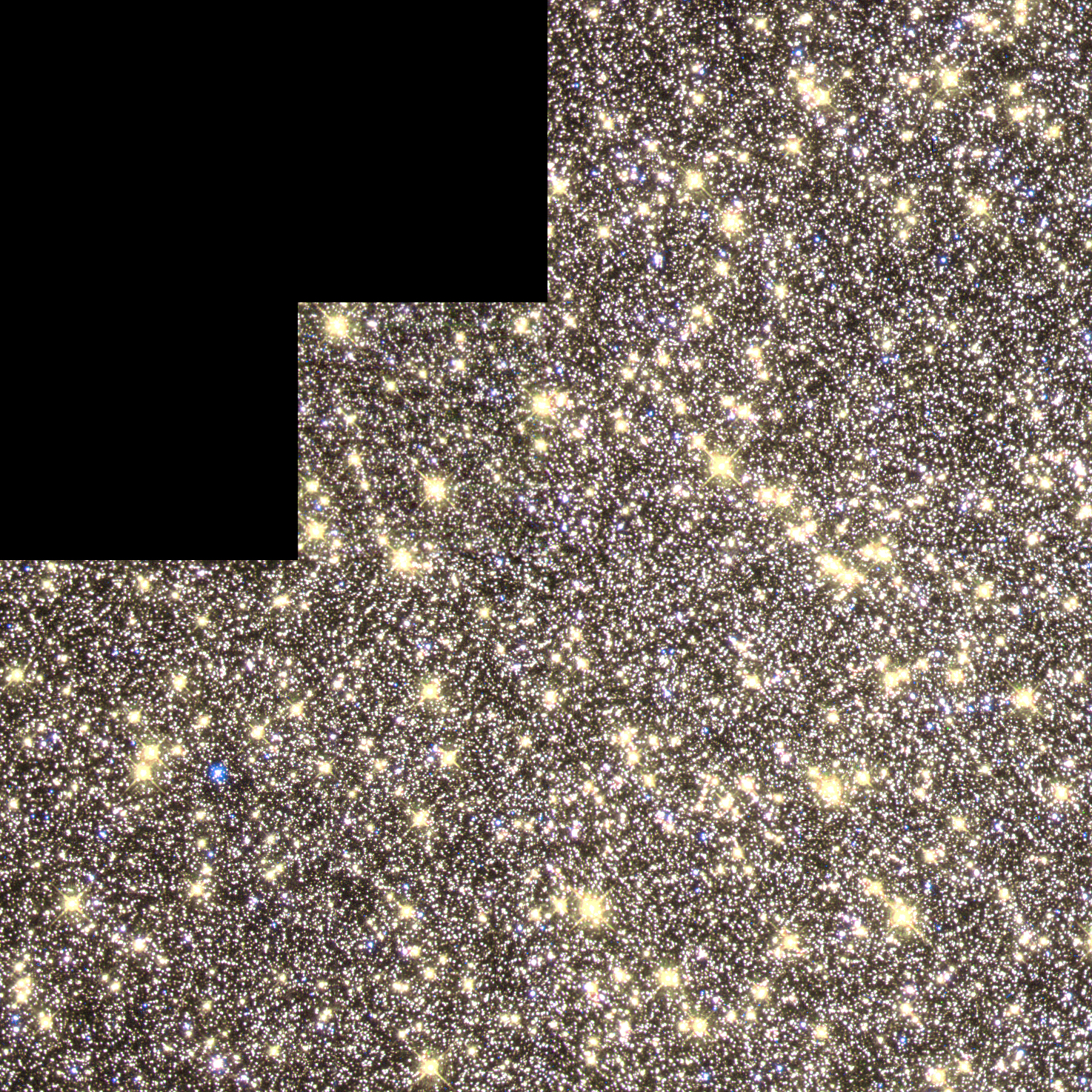
Snímek kulové hvězdokupy Omega Centauri nacházející se v Souhvězdí Kentaura; pořízeno kombinovanou širokoúhlou a planetární kamerou 2

O svůj díl pozorovacího času se může přihlásit kdokoliv; neexistují žádná omezení co se týče národnosti či příslušnosti k určité akademické instituci. Zájem o možnost pozorování pomocí Hubbleova dalekohledu je obrovský – přesahuje 6× až 9× reálnou časovou kapacitu dalekohledu.
Žádosti je možné zasílat většinou v předem vypsaném období jednou ročně a vítězné návrhy jsou poté zapracovány do jednoletého pozorovacího cyklu. Návrhy jsou děleny do několika kategorií: Všeobecná pozorování (General observer) – ta jsou nejčastější a zahrnují rutinní pozorování. Snímkovací pozorování (Snapshot observations) – zahrnují krátká pozorování konkrétního cíle, která nepřesahují 45 minut celkového času. Snímkovací pozorování obvykle slouží k zaplnění časových mezer, které zůstanou nevyužity mezi různými všeobecnými pozorováními.
Astronomové se mohou ucházet i o pozorovací možnost zvanou „Cíl příležitosti“ (Target of Opportunity), tzn. že pokud se Hubbleův dalekohled v konkrétní chvíli během řádné mise náhodou „podívá“ do místa na obloze, které se kryje s Cílem příležitosti, je daná chvíle využita ke splnění tohoto požadavku.
Dále je možné na základě žádosti využít i tzv. Ředitelský čas (Director's Discretionary (DD) Time), který tvoří asi 10 % celkového času. O tuto možnost se astronomové mohou ucházet kdykoliv během roku. Přednost mají většinou takové návrhy, které se týkají pozorování nějaké výjimečné události ve vesmíru, jako je např. výbuch supernovy. Času DD bylo využito mimo jiné i k vytvoření tzv. Hubbleových hlubokých polí a Hubbleových ultrahlubokých polí. Během prvních čtyř cyklů dostali možnost v rámci času DD i amatérští astronomové.

### Amatérská pozorování
První ředitel STScI Riccardo Giacconi v roce 1986 oznámil, že přenechá část času DD k dispozici amatérským astronomům. Tento čas sice představoval pouhých několik hodin za celý cyklus, i přesto ale byl zaznamenán z řad amatérských astronomů obrovský zájem. Jednotlivé návrhy na pozorování byly přísně revidovány zvláštní komisí složenou z předních amatérských astronomů. Schváleny byly pouze takové návrhy, které byly prokazatelně vědecky přínosné, které se neduplikovaly s požadavky vědců a které šly uskutečnit pouze díky jedinečným vlastnostem HST. Celkem byl pozorovací čas přidělen 13 amatérům, jejichž pozorování se postupně uskutečnily v letech 1990–1997.
Jedním z nich byl projekt s názvem Transition Comets – UV Search for OH Emissions in Asteroids. Poté ovšem došlo k výrazným škrtům v rozpočtu STScI, což způsobilo úplné zastavení dalších amatérských pozorování.

## Přenos a zpracování dat

### Přenos na Zemi
Data získaná dalekohledem jsou v první fázi uložena přímo v teleskopu. Když byl Hubble vypuštěn, k uskladnění sloužily magnetické pásky. Ovšem během servisní mise 2 a 3A byla tato média nahrazena zařízením solid-state drive. Z paluby teleskopu jsou data odesílána na zemský povrch přes soustavu satelitů pro přenášení dat TDRSS (Tracking and Data Relay Satellite System) – systém satelitů na nízké oběžné dráze, které mohou komunikovat se Zemí po dobu přibližně 85 % času jednoho oběhu kolem Země. Data jsou z TDRSS přenášena na pozemní střediska; nejprve do Goddardova centra pro vesmírné lety a poté finálně do Vědeckého institutu Vesmírného dalekohledu (STScl) k archivaci.

### Archivace
Všechna data z Hubblea jsou dostupná v archivu STScI. Data podléhají po pořízení jednoroční ochranné lhůtě, po kterou jsou poskytována pouze oprávněným osobám a astronomům. Oprávněné osoby z STScI mohou tuto roční dobu zkrátit či prodloužit vzhledem k okolnostem.
Pozorování, uskutečněná v tzv. „Director's Discretionary Time“ jsou z tohoto nařízení vyjmuta a jsou poskytnuta široké veřejnosti téměř okamžitě. Kalibrační data jsou taktéž přístupná krátce po získání. Všechna data z teleskopu jsou archivována v grafickém formátu FITS, který je vhodný pro astronomické analýzy, ale ne pro veřejné použití. Díky projektu Hubbleova dědictví (Hubble Heritage Project) jsou vybrané fotografie zpracovávány do formátů JPEG a TIFF. Poté jsou prezentovány široké veřejnosti.

### Zpracování
Astronomická data, zachycená na CCD čipech, musí prodělat několik kalibračních kroků předtím, než jsou použitelná pro astronomické analýzy. STScI vyvinul sofistikovaný software, který je schopen požadovaná data z archivu automaticky kalibrovat pomocí nejvhodnějšího dostupného formátu. Tento proces, kdy počítače během výpočetního času zároveň s jinými úkoly kalibrují data, umožňuje, že i velká množství žádostí o data jsou vyřízena a vrácena zpět k žadateli během několika dnů. Hlavní pozemské observatoře využívají proces automatické kalibrace dat (pipeline reduction) ve stále větší míře. Pokud astronomové chtějí, mohou získat soubory s kalibračními daty a provádět kalibraci ve svých střediscích. To je výhodné zejména tehdy, jsou-li ke kalibraci potřeba jiná než automaticky vybraná data.

### Analýza
Data z teleskopu mohou být analyzována pomocí mnoha rozdílných programů. STScI prosazuje na míru vyrobený software Systém pro analýzu dat z vesmírného dalekohledu (Space Telescope Science Data Analysis System – STSDAS), který obsahuje všechny programy potřebné pro kalibraci nezpracovaných dat. Obsahuje také další plug-iny pro zpracování astronomických dat. Navíc je upravený přesně na míru dat z Hubbleova vesmírného dalekohledu. Tento software běží jako modul počítačového programu Image Reduction and Analysis Facility (IRAF), populárního softwaru pro zpracovávání astronomických dat.

## Význam pro veřejnost

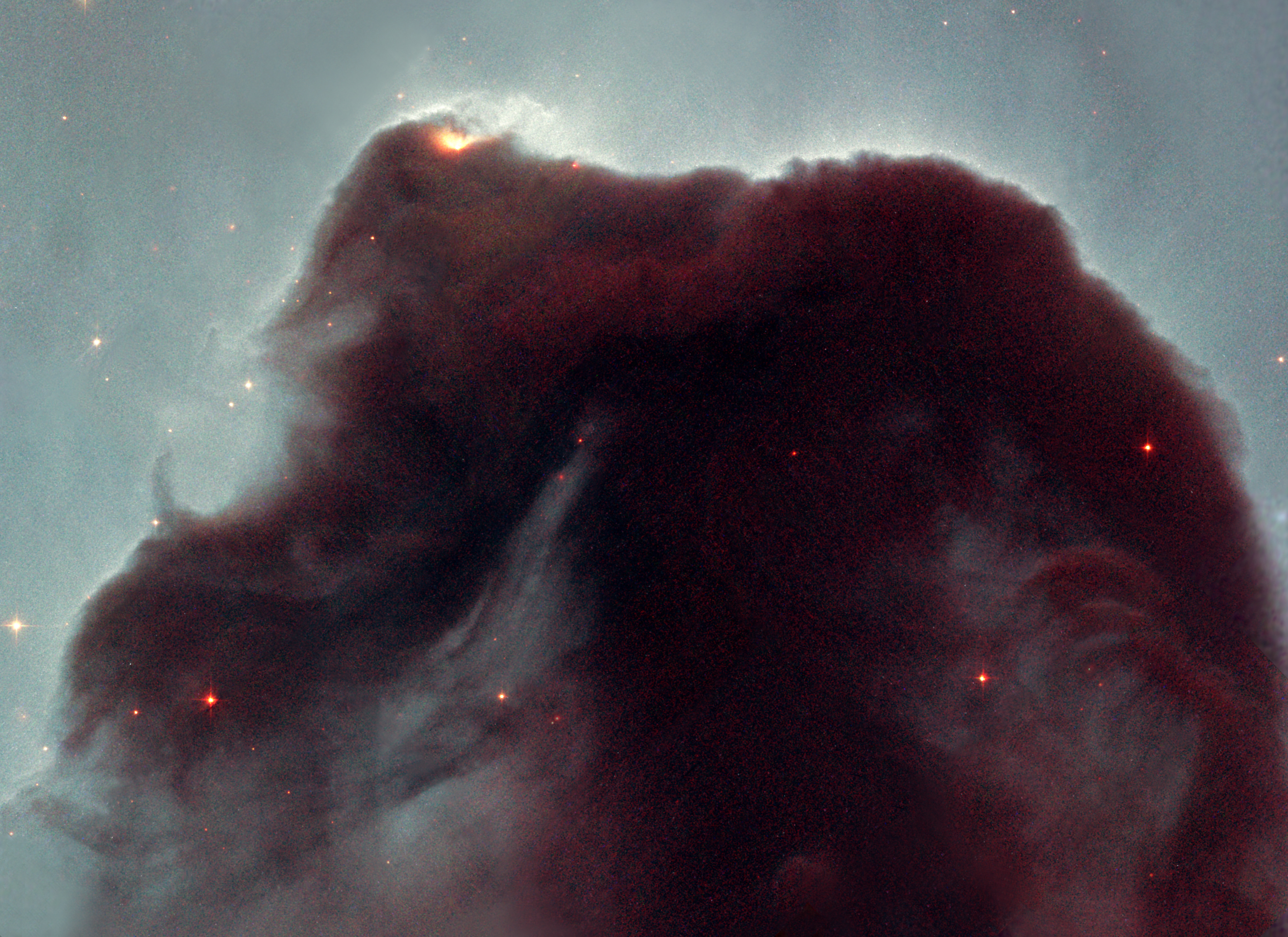
V roce 2001 nechala NASA na internetu hlasovat veřejnost, který obrázek z dalekohledu je nejhezčí. S drtivou většinou zvítězila Mlhovina Koňská hlava

Pro projekt Hubbleova vesmírného dalekohledu bylo vždy důležité mít na své straně přízeň široké veřejnosti, neboť na jeho stavbu a provoz byly vynaloženy značné příspěvky daňových poplatníků. Po těžkých začátcích, kdy byl projekt v očích veřejnosti kvůli chybě hlavního zrcadla „pošramocen“, první servisní mise, díky níž nová optika v dalekohledu začala na Zemi dodávat mnoho mimořádných fotografií, reputaci napravila.
O informovanost veřejnosti se stará hned několik aktivit. Projekt Hubbleova dědictví byl založen proto, aby lidem zpřístupňoval výběr kvalitních snímků zajímavých a zvláštních vesmírných objektů. Tým projektu je složen z amatérských i profesionálních astronomů a snaží se zdůrazňovat estetickou stránku pořízených snímků. U některých vizuálně zajímavých vesmírných objektů nebyly dosud pro účely vědeckých studií pořízeny snímky v dostatečně širokém barevném spektru, aby se z nich daly sestavit také atraktivní fotografie. Pro tyto účely má projekt k dispozici určité malé množství vlastního pozorovacího času dalekohledu.

Veřejnost je o výsledcích HST informována také institutem STScI, který se stará o několik obsáhlých internetových stránek. 

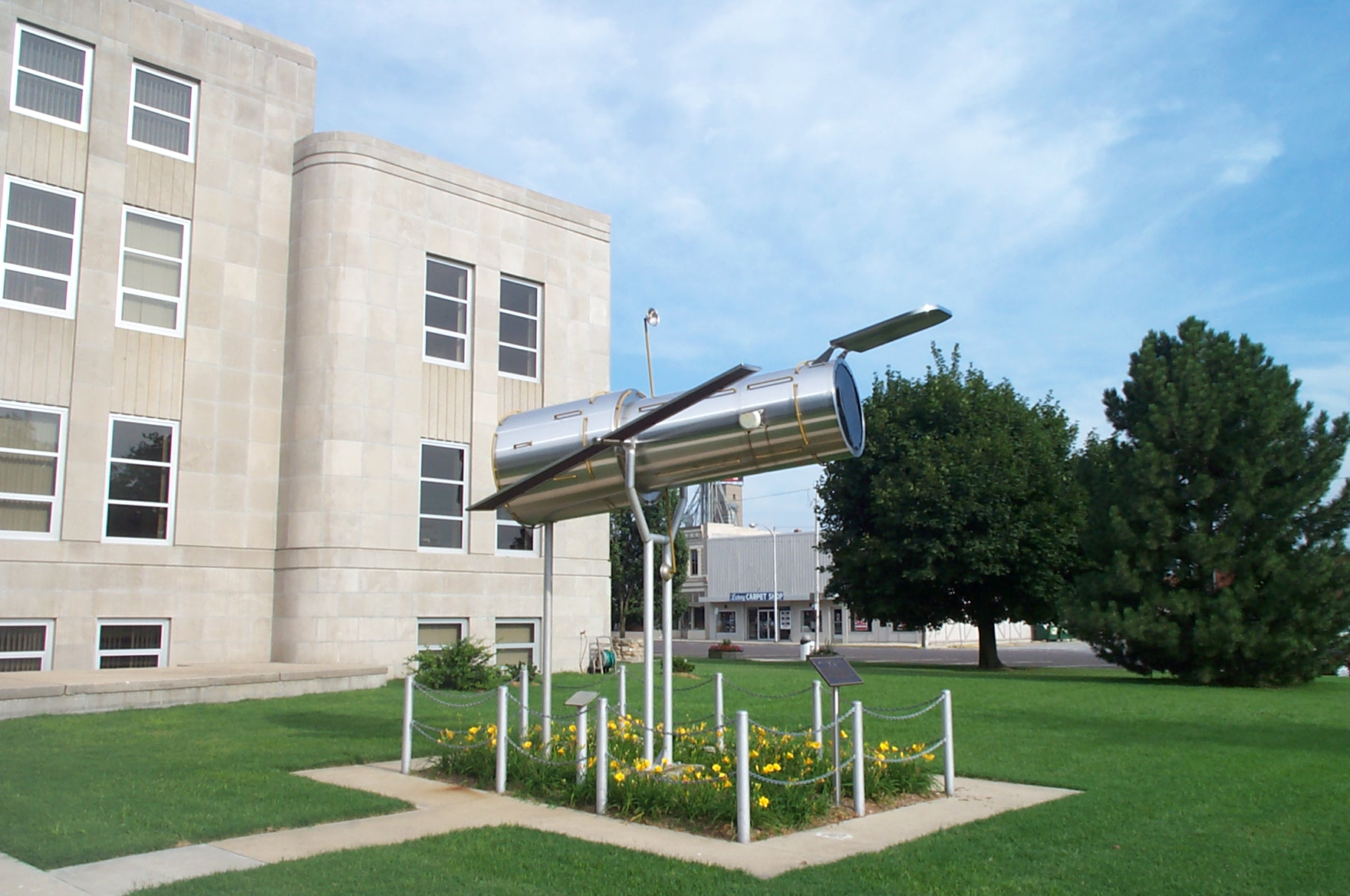
Replika Hubbleova vesmírného dalekohledu (v měřítku 1:4)

Tyto činnosti koordinuje Kancelář pro vztah s veřejností (Office for Public Outreach), která byla založená v roce 2000, aby za podporu celého programu zajistila americkým daňovým poplatníkům určitou zpětnou vazbu.
V Evropě je hlavní institucí, která se stará o propagaci Hubbleova dalekohledu, od roku 1999 Hubbleovo centrum Evropské kosmické agentury (Hubble European Space Agency Information Centre – HEIC). Kancelář má sídlo v koordinačním středisku Space Telescope - European Coordinating Facility (ST-ECF) v Mnichově. Hlavní činností kanceláře je zveřejňování fotografií a nejnovějších vědeckých poznatků.
V areálu soudního dvoru ve městě Marshfield ve státě Missouri, rodišti Edwina Hubblea, je vystavena replika Hubbleova vesmírného dalekohledu.

## Budoucnost

### Selhání vybavení

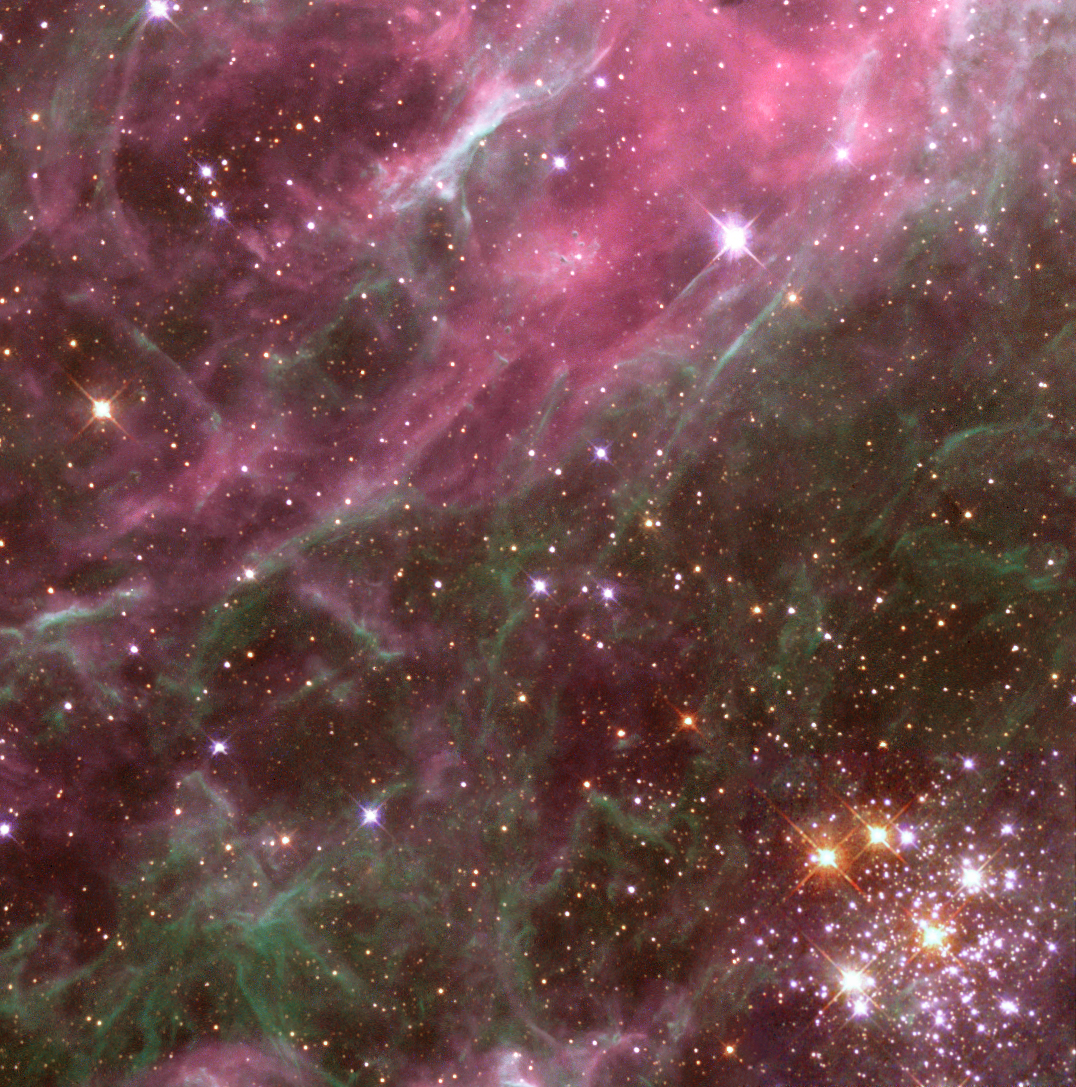
Snímek kamery WFPC2 malé části mlhoviny Tarantule ve Velkém Magellanovu oblaku

Minulé servisní mise nahradily staré přístrojové vybavení za nové, čímž nejen oddálily jeho selhání, ale také vytvořily nové možnosti výzkumu. V srpnu 2004 selhal pohonný systém spektrometru (Space Telescope Imaging Spectrograph – STIS), takže celé zařízení přestalo pracovat. Taktéž hlavní kamera (Advanced Camera for Surveys – ACS) selhala elektronicky v červnu 2006 a elektronika záložní selhala 27. ledna 2007. V současnosti pracuje pouze s původním elektronickým vybavením Solar Blind Channel – SBC. Dva hlavní kanály, ve viditelném a UV světle, zůstaly od 27. ledna taktéž nepoužitelné. Zdálo se nepravděpodobné, že by výzkum mohl pokračovat nadále bez servisní mise.
Hubble využívá ke své stabilizaci v prostoru gyroskopy, které mu umožňují udržovat přesnou a pevnou polohu k zaměření zrcadla na vybrané astronomické objekty. V běžném provozu jsou potřeba gyroskopy tři, dalekohled je možné nasměrovat i za použití dvou, ale v takovém případě je pozorovací prostor omezen a je obtížnější provádět snímkování, které vyžaduje přesné zaměření. V roce 2005 bylo rozhodnuto přepnout dalekohled do módu řízení pouhými dvěma gyroskopy, aby se prodloužila doba mise. Stalo se tak v srpnu téhož roku, přičemž další dva gyroskopy zůstaly nevyužité, ale připravené jako záloha. Dva další gyroskopy byly již nefunkční a nepoužitelné. Pokud by Hubble zůstal pouze na jednom gyroskopu, což se dle některých tehdejších odhadů mohlo stát již v roce 2008, byl by nadále nepoužitelný.
Kromě gyroskopů potřeboval Hubble vyměnit také baterie. Robotická servisní mise byla vyhodnocena jako příliš choulostivá, neboť by mohla ve svém důsledku nevratně poškodit celý teleskop. Protože dalekohled byl navržen tak, aby během servisních misí mohl získávat energii přímo z raketoplánu, někteří odborníci považovali využití tohoto externího zdroje za výhodnější než výměnu vnitřních článků.

### Pokles oběžné dráhy
Hubble obíhá Zemi v extrémně řídkých horních vrstvách atmosféry, která postupem času zapříčiňuje nerovnoměrný pokles jeho oběžné dráhy. Pokud by nebyl znovu naveden na vyšší oběžnou dráhu, vstoupil by do hustších vrstev atmosféry někdy mezi lety 2010 až 2032. Přesnější datum není možné určit, neboť závisí mimo jiné na sluneční aktivitě, ovlivňující horní vrstvy atmosféry. Na klesání teleskopu má vliv i funkčnost Hubbleových gyroskopů, neboť jeho vhodná orientace snižuje tření o atmosféru. Při vstupu do hustších vrstev atmosféry by nejspíše nebyl zničen celý dalekohled. Části konstrukce a hlavního zrcadla by pravděpodobně přežily a podle některých odhadů existuje při nekontrolovaném pádu Hubblea na zemský povrch určité riziko (až 1:700) ztrát na životech. Vzhledem k tomu, že mise STS-125 byla úspěšná a podařilo se vyměnit vadné gyroskopy, bude přirozený pokles dráhy dalekohledu oddálen.
NASA původně plánovala, že Hubblea během mise STS-144 bezpečně sejme z oběžné dráhy a dopraví na Zem. Dalekohled by pak byl zřejmě vystaven ve Smithsonově institutu. Toto řešení však již nepovažuje za praktické, neboť cena jednoho letu raketoplánu je příliš vysoká (okolo 500 mil. USD podle některých odhadů). Navíc program raketoplánů byl v roce 2011 ukončen. V neprospěch hovoří i obavy o bezpečnost posádky raketoplánu. Namísto toho se NASA rozhodla, že k dalekohledu připojí externí pohonnou jednotku, která by ho bezpečně navedla do atmosféry, a pomohla tak kontrolovat jeho pád. Nakonec bylo rozhodnuto, že tato pohonná jednotka nebude připojena při misi STS-125, ale že bude k dalekohledu nainstalováno zařízení, které ji umožní připojit později při jiné, robotické misi.

### Debaty nad poslední servisní misí
Raketoplán Columbia měl původně navštívit Hubbleův dalekohled v únoru 2005. Hlavní úlohou mise měla být náhrada naváděcích senzorů, dvou nefunkčních gyroskopů, umístění ochranné pokrývky na poničenou izolaci, výměna kombinované širokoúhlé a planetární kamery 2 novější širokoúhlou kamerou 3 a instalace přístroje Cosmic Origins Spectrograph (COS). Tehdejší ředitel NASA Sean O'Keefe nicméně z obavy před opakováním havárie raketoplánu Columbia rozdhodl, že všechny budoucí lety raketoplánů musí být naplánovány tak, aby byly schopny bezpečně dosáhnout mezinárodní vesmírné stanice, kde by mohly být vyřešeny případné závady a odkud by se raketoplán mohl bezpečně vrátit na Zem. Bohužel v současné době raketoplány nejsou schopny dosáhnout zároveň oběžné dráhy Hubbleova vesmírného dalekohledu a při stejné misi se dostat i na rozdílnou oběžnou dráhu ISS. Všechny plánované pilotované mise k teleskopu byly proto zrušeny. Toto rozhodnutí bylo napadeno mnoha astronomy, kteří považovali hodnotu Hubbleova dalekohledu za dostatečně velkou k tomu, aby člověk podstoupil určité riziko.

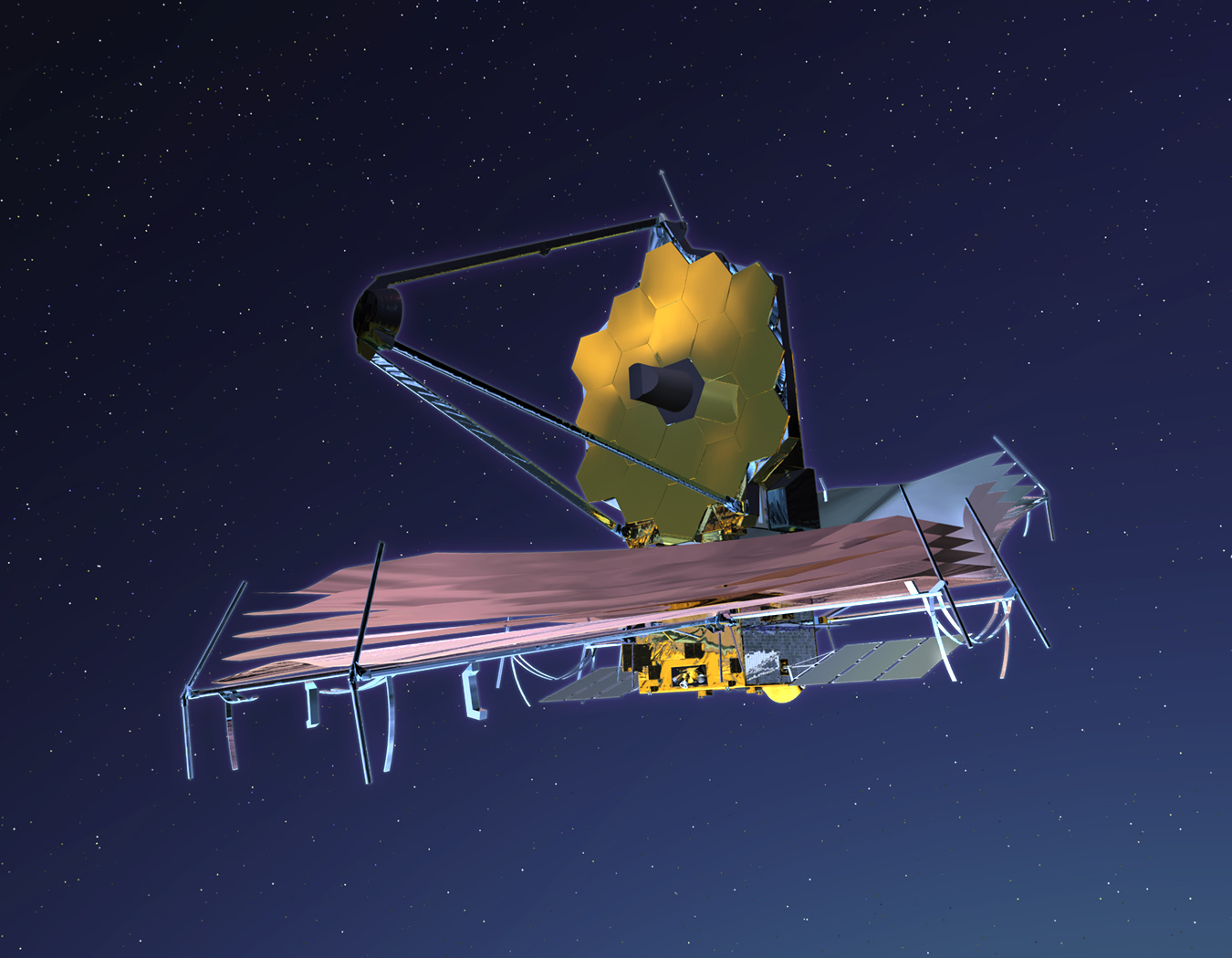
Vesmírný dalekohled Jamese Webba – pomyslný nástupce Hubbleova dalekohledu

Pomyslný nástupce HST, Vesmírný dalekohled Jamese Webba (JWST), byl vypuštěn 25. prosince 2021. Zatímco Hubble může snímat ultrafialové záření a viditelné světlo, JWST je přímo určen k pozorování infračerveného záření, není tedy přímým nástupcem HST. Hlavní prioritou pro astronomickou veřejnost je nyní co nejrychlejší vypuštění JWST, aby navázal na velice přínosný projekt Hubbleova dalekohledu. Rozhodnutí umístit JWST na vyšší oběžnou dráhu, na které nebude možné v případě náhlé poruchy rychle zjednat nápravu, ještě více rozdmýchala diskusi. Astronomická veřejnost však vyjádřila názor, že pokud by měla být poslední servisní mise Hubbleova dalekohledu hrazena z prostředků určených pro JWST, tak by se od ní mělo upustit.
V lednu 2004, ředitel O'Keefe uvedl, že se na základě velkého nesouhlasu veřejnosti a žádosti Kongresu Spojených států amerických rozhodl zrevidovat své rozhodnutí o zrušení poslední servisní mise Hubblea. 13. června 2004 bylo panelem Národní akademie věd Spojených států amerických vydáno doporučení, podle kterého má být Hubble uchován i přes zjevná rizika. Souhrnně toto doporučení sdělovalo, že by se „NASA neměla žádným způsobem pokoušet bránit v provedení servisní mise na Hubbleově vesmírném dalekohledu“. V srpnu 2004 O'Keefe oficiálně požádal Goddardovo centrum pro vesmírné lety, aby připravilo detailní návrh na robotickou servisní misi k Hubbleu. Tyto plány však byly později zrušeny, neboť robotická mise byla popsána jako nereálná. Ke konci roku 2004 se několik členů Kongresu USA, vedených senátorkou Barbarou Mikulski, rozhodlo vést veřejná slyšení a s velkou podporou veřejnosti se ve snaze docílit přehodnocení rozhodnutí zrušit záchrannou servisní misi pustili do sporu s administrativou prezidenta George W. Bushe i s NASA.
S příchodem nového ředitele NASA, Michaela D. Griffina, se změnil přístup k poslední servisní misi. Toho času Griffin uvedl, že je ochoten znovu zvážit možnost servisní mise s lidskou posádkou. Zanedlouho po svém uvedení do úřadu požádal Goddardovo centrum pro vesmírné lety, aby pokračovalo v přerušených přípravách. V říjnu 2006 Griffin vydal konečné rozhodnutí a uvedl, že dává misi definitivně zelenou. Jedenáctidenní mise STS-125 měla být provedena pomocí raketoplánu Atlantis a původní datum startu představoval 14. říjen 2008. Z důvodu vážných technických problémů kontrolního systému Side A, kvůli nimž byly přerušeny veškeré výzkumné operace Hubbleova dalekohledu, byl ale start opět odložen a to na rok 2009. Nakonec se uskutečnil 11. května 2009. Servisní mise 4 zahrnovala výměnu starých baterií za nové, výměnu všech gyroskopů, instalaci širokoúhlé planetární kamery a spektrografu Cosmic Origins. Problém bezpečnosti byl nakonec vyřešen tak, že během mise STS-125 odstartoval raketoplán Atlantis s cílem dosáhnout oběžnou dráhu HST a současně byl na druhé startovací rampě připraven raketoplán Endeavour, aby mohl v případě potřeby odstartovat a zachránit posádku Atlantisu.